# Liste des listes aux élections européennes de 2024 en France
Pour un article plus général, voir Élections européennes de 2024 en France.
Cette liste des listes aux élections européennes de 2024 en France fait état des partis politiques qui présentent une liste à ce scrutin.
Les listes devaient être déposées au ministère de l'intérieur entre le lundi 6 mai et le vendredi 17 mai 2024.
Le 17 mai 2024, 37 listes sont déposées et leur ordre est tiré au sort. Le Journal officiel publie les noms des candidats le 18 mai. Ce nombre constitue une nouvelle fois un record pour un scrutin national en France. À la suite d'une décision du Conseil d'État, une 38e liste est ajoutée le 23 mai 2024. Avec 81 candidats par liste, il y a au total 3 078 candidats.
Les professions de foi sont visibles sur le site du ministère de l'Intérieur.

## Listes
Les listes sont classées selon l'ordre du tirage du ministère de l'Intérieur,.

## Détail des listes

### Pour une Démocratie Réelle: Décidons Nous-Mêmes!
Cette liste, présentée pour la première fois aux élections européennes, s’inscrit dans la continuité du mouvement Démocratie réelle 2014, une initiative citoyenne prônant une démocratie directe fondée sur la souveraineté populaire et l’écriture collective des lois.
Issue de la coalition démocratique Décidons Nous-Mêmes, avec le soutien du parti Decidemos, elle revendique l’instauration d’un référendum d’initiative citoyenne constitutionnel, à l’image du modèle suisse, ainsi qu’un RIC européen confédéral.
Parmi ses candidats figure notamment Yvan Bachaud, militant du RIC depuis 1977, fondateur de l’association Article 3, engagée pour l’inscription du référendum d’initiative citoyenne dans la Constitution française.

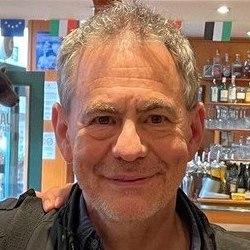
Philippe Ponge, tête de liste.

### La France fière, menée par Marion Maréchal et soutenue par Éric Zemmour (Reconquête)
Initialement, le Centre national des indépendants et paysans soutenait la liste[réf. souhaitée]. La liste de Reconquête est menée par Marion Maréchal et est soutenue par le Parti de la France. Cependant, Marion Maréchal dénonce l'utilisation de son image par ce « groupuscule ».

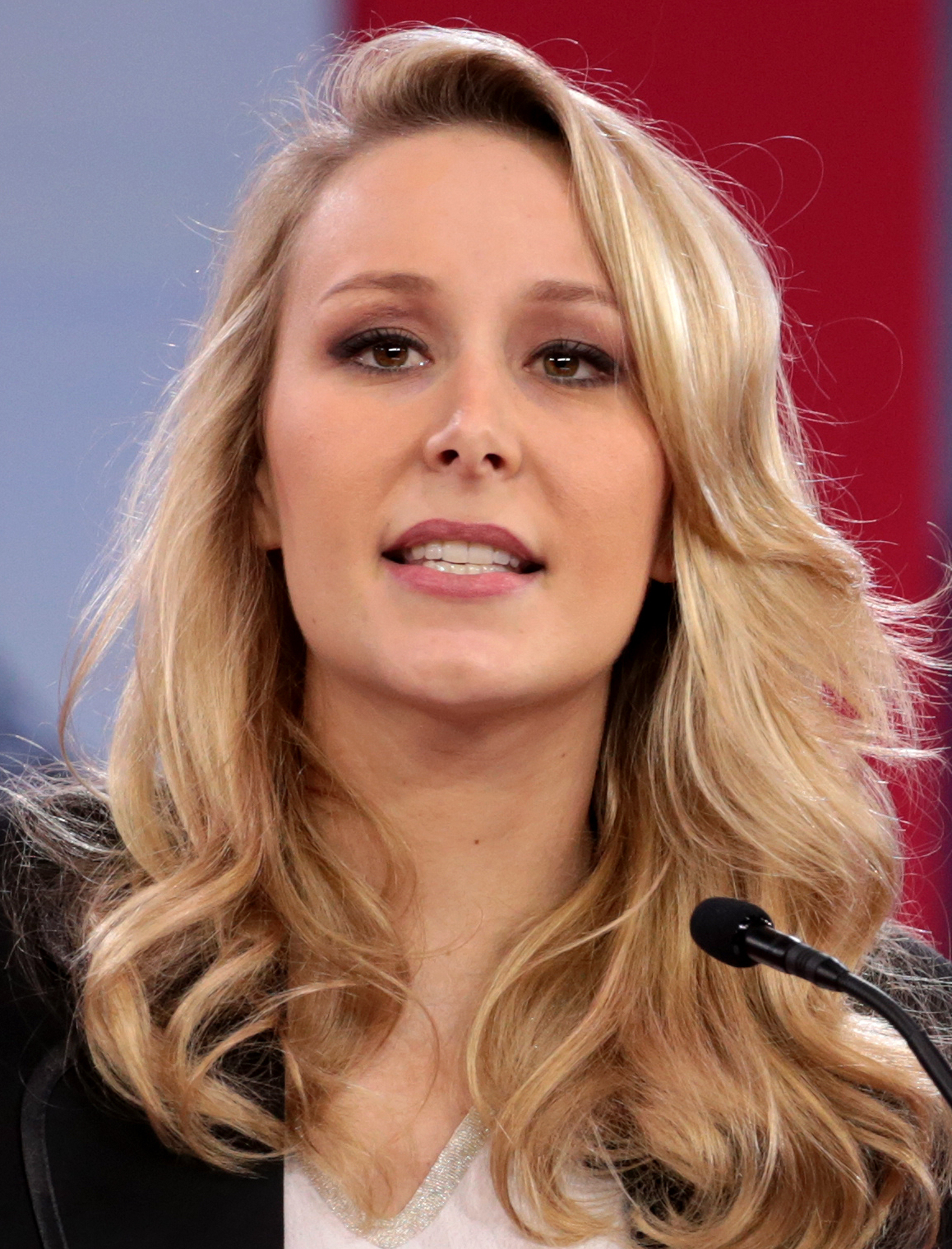
Marion Maréchal, tête de liste.
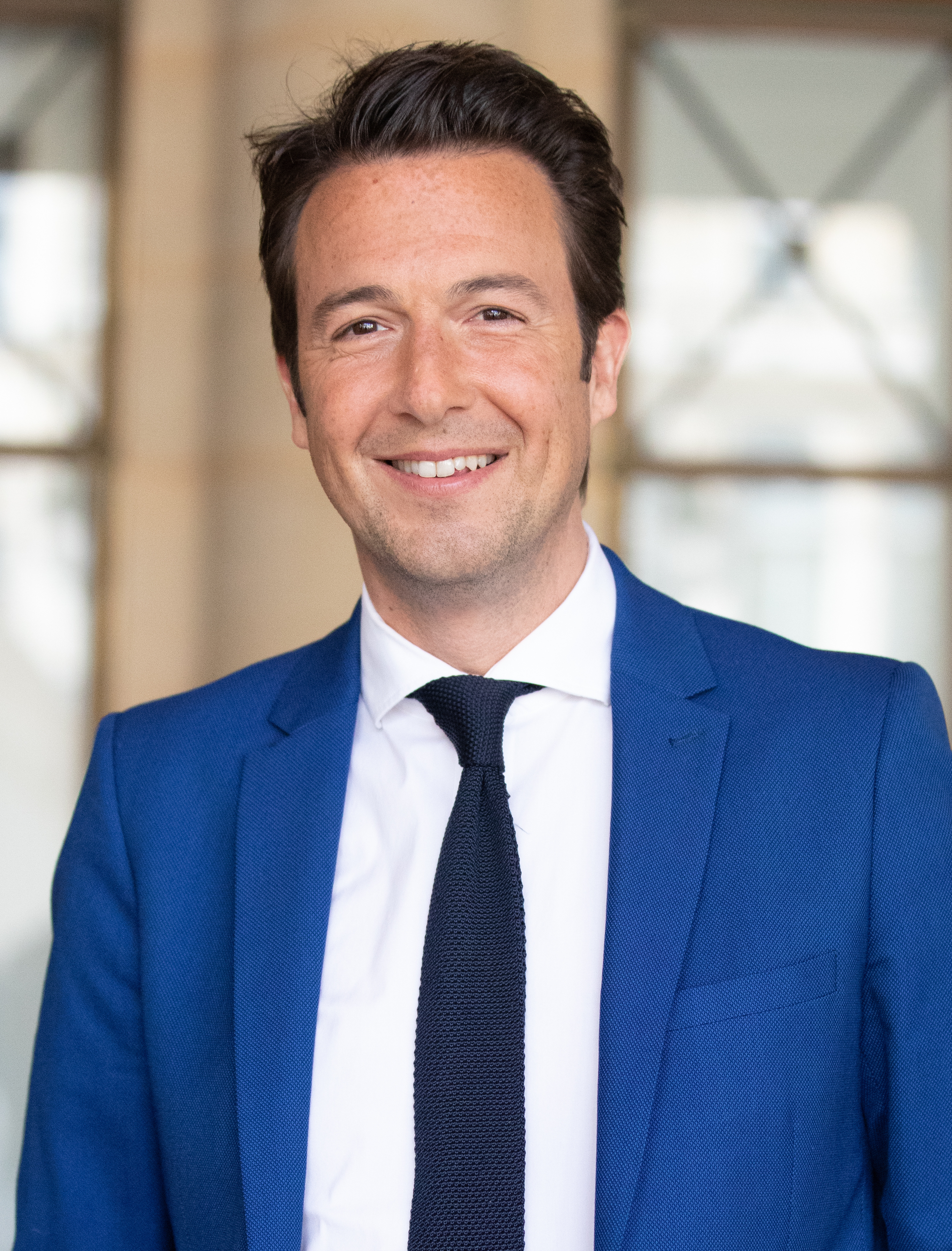
Guillaume Peltier, no 2 sur la liste.

### La France insoumise - Union populaire
La France insoumise a confirmé sa présence aux élections européennes de 2024 le 28 février 2024. Le 6 mars 2024, le parti soumet à l'approbation de ses membres une liste avec en tête Manon Aubry, présidente du groupe de la Gauche au Parlement européen, comprenant notamment la juriste franco-palestinienne Rima Hassan et l'eurodéputé ex-EÉLV Damien Carême.
La liste est soutenue par le Parti ouvrier indépendant, le Nouveau Parti anticapitaliste - L'Anticapitaliste ainsi que son courant,  la tendance CLAIRE et la Gauche révolutionnaire.

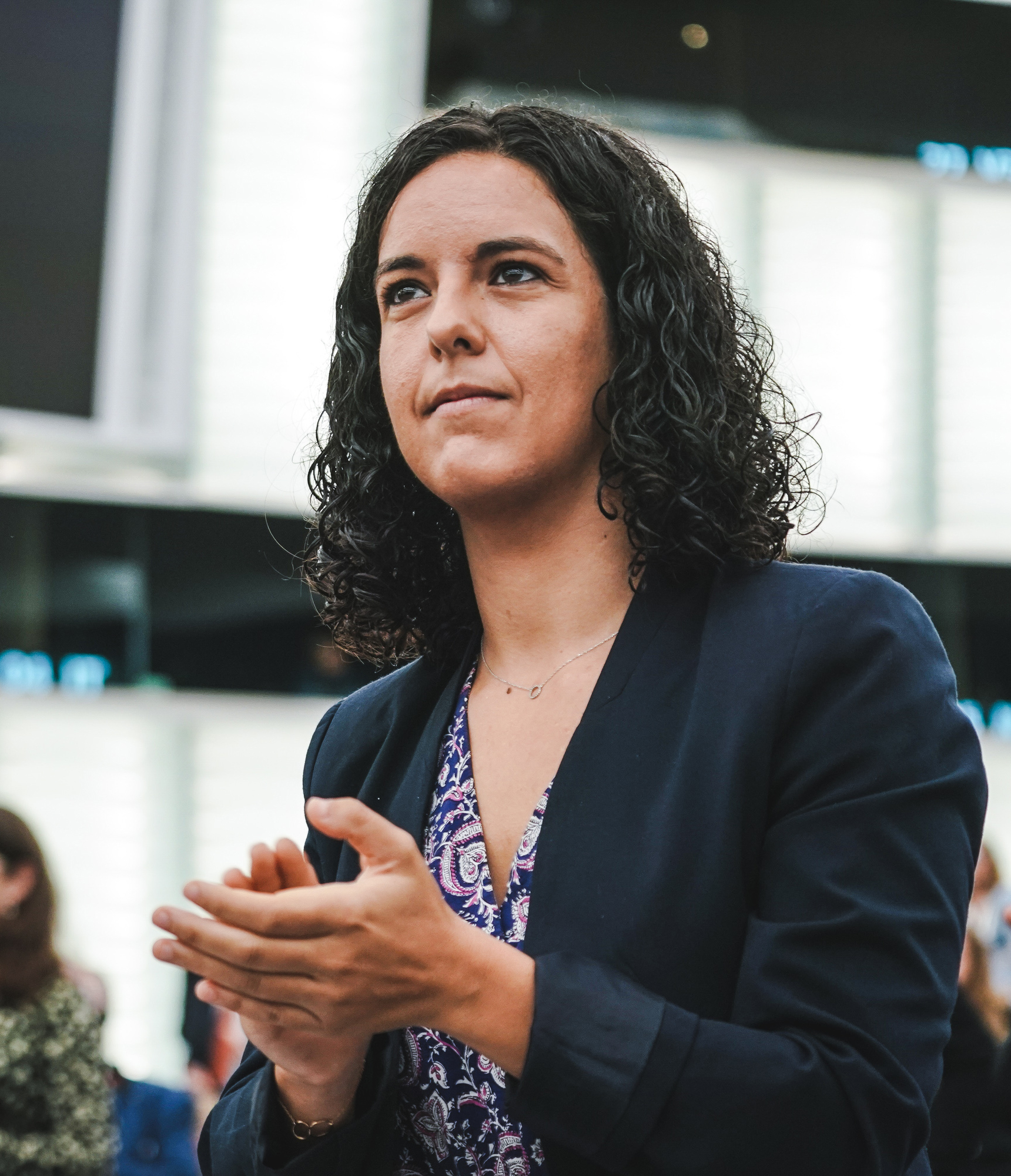
Manon Aubry, tête de liste.
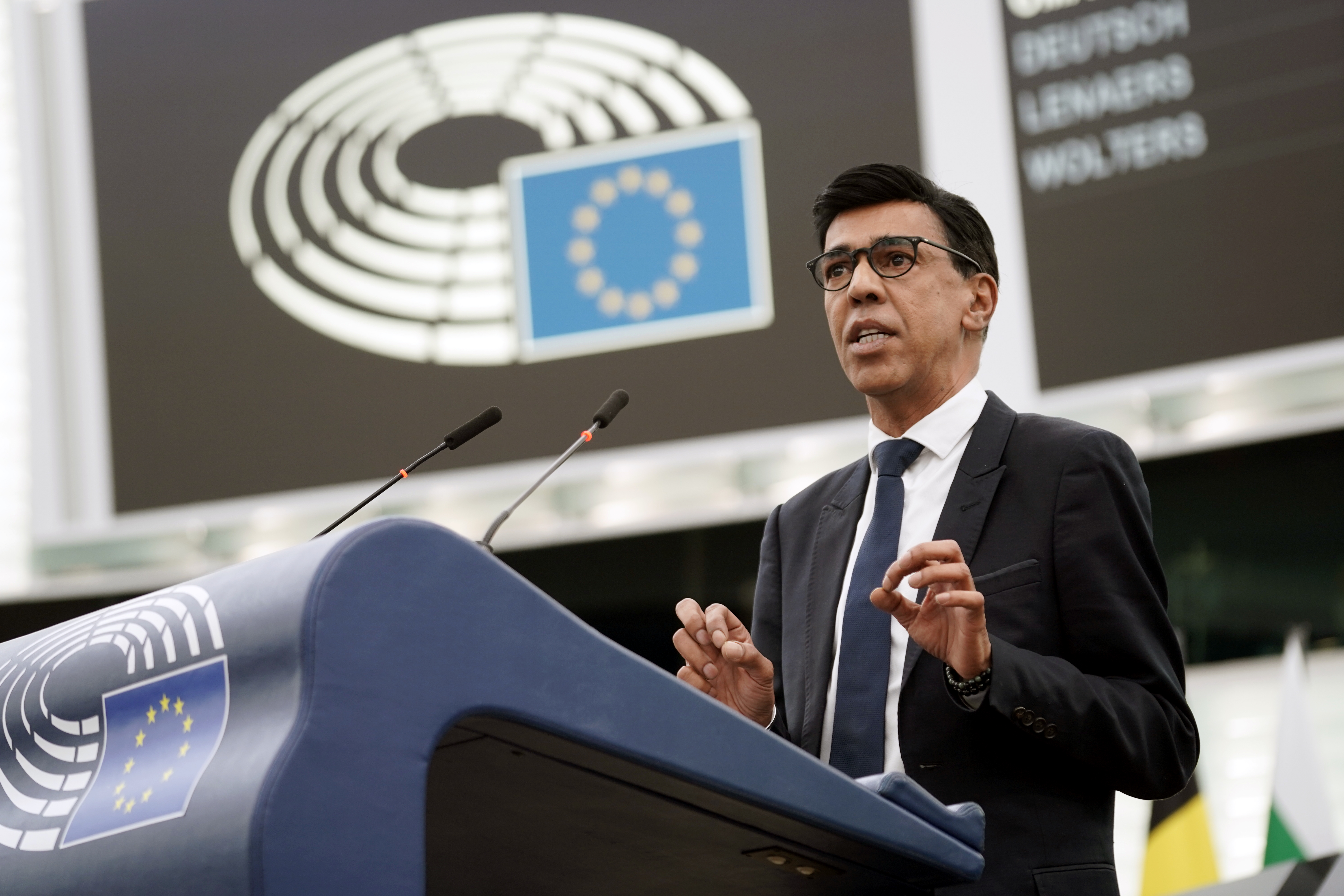
Younous Omarjee, no 2 sur la liste

### La France revient! Avec Jordan Bardella et Marine le Pen (Rassemblement national)
Le 3 septembre 2023, Jordan Bardella annonce : « Je conduirai naturellement la liste du Rassemblement national pour les élections européennes ». Fabrice Leggeri annonce le 17 février 2024 qu'il figurera en troisième place sur la liste. Le 24 mars, Malika Sorel annonce qu'elle rejoint la liste, elle figure en deuxième position. Le 1er mai, le parti dévoile les 35 premiers noms de sa liste lors d'un meeting de Jordan Bardella et Marine Le Pen à Perpignan, liste clôturée par le maire de Perpignan, par ailleurs vice-président du parti, Louis Aliot, qui figure à la 81e place.

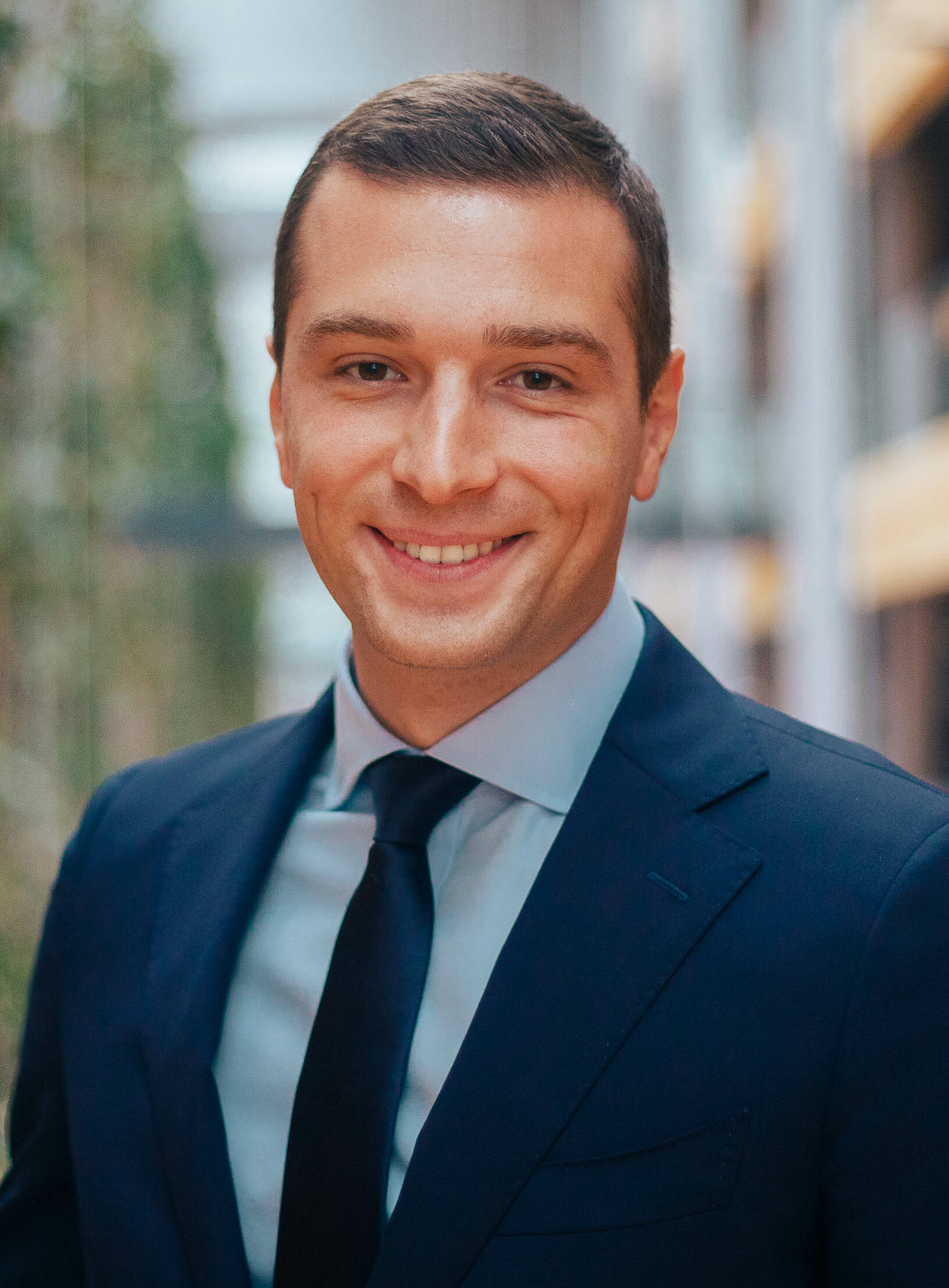
Jordan Bardella, tête de liste.
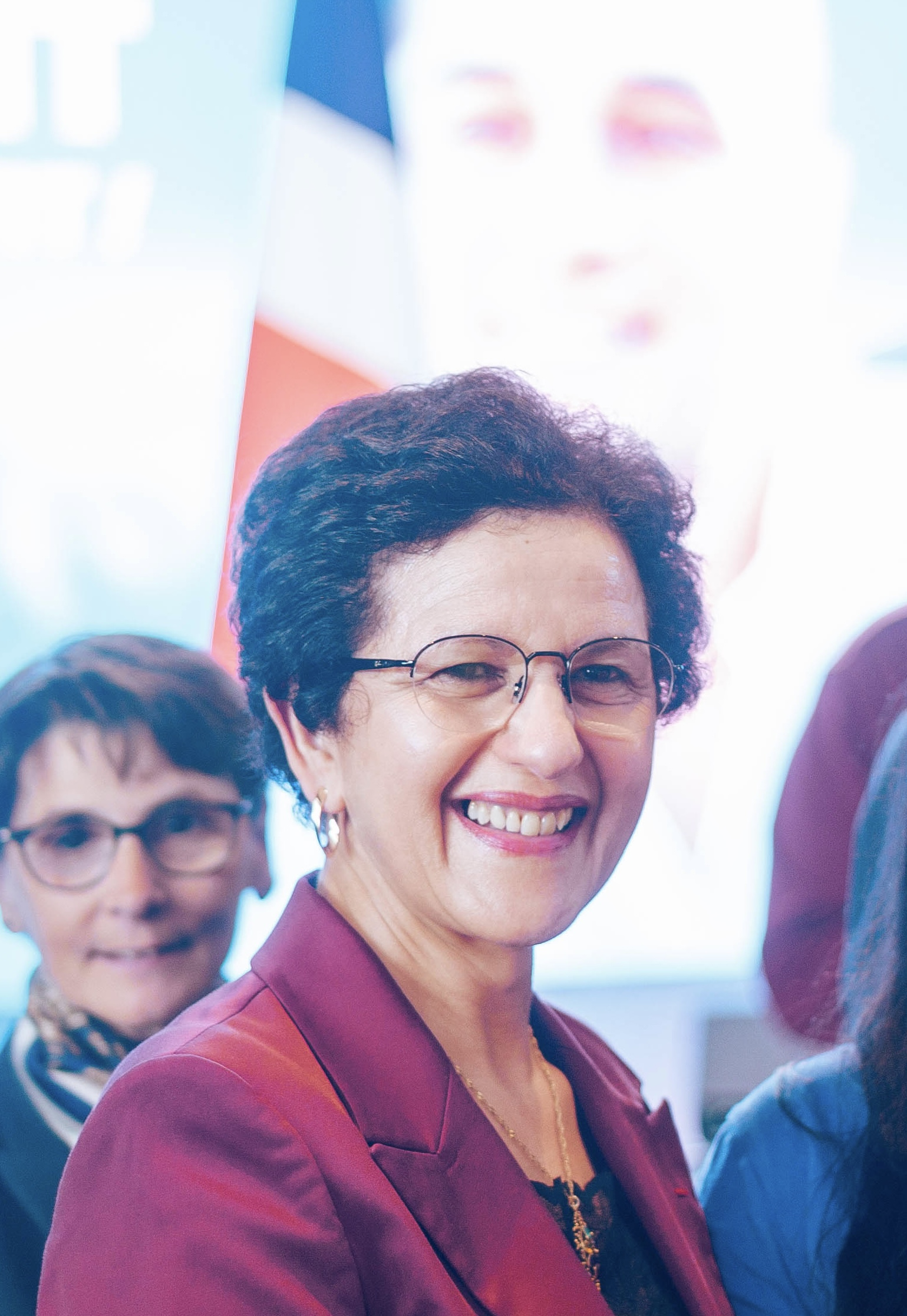
Malika Sorel, no 2 sur la liste.

### Europe Écologie (Les Écologistes - Europe Écologie Les Verts)

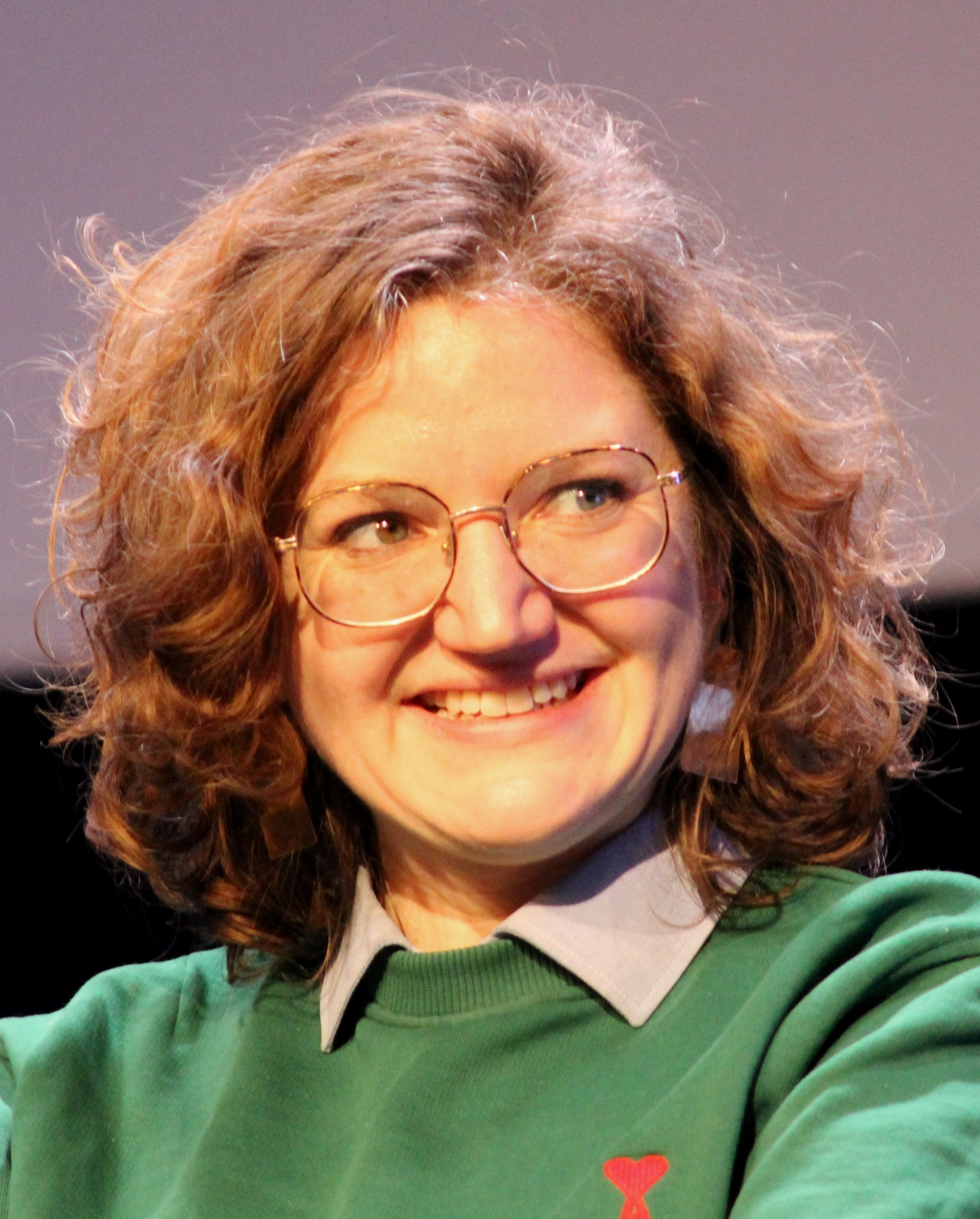
Marie Toussaint, tête de liste.
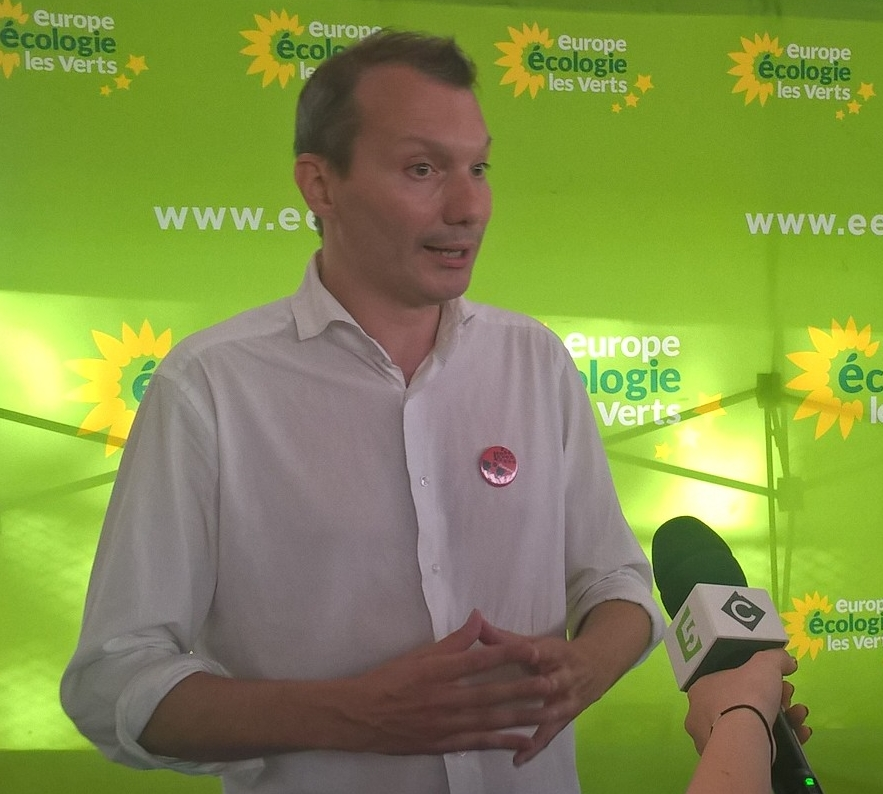
David Cormand, no 2 sur la liste.

### Free Palestine(Union des démocrates musulmans français)
Le 20 mars 2024, l'Union des démocrates musulmans français annonce présenter une liste pour l'élection européenne.

### Parti animaliste - Les animaux comptent, votre voix aussi

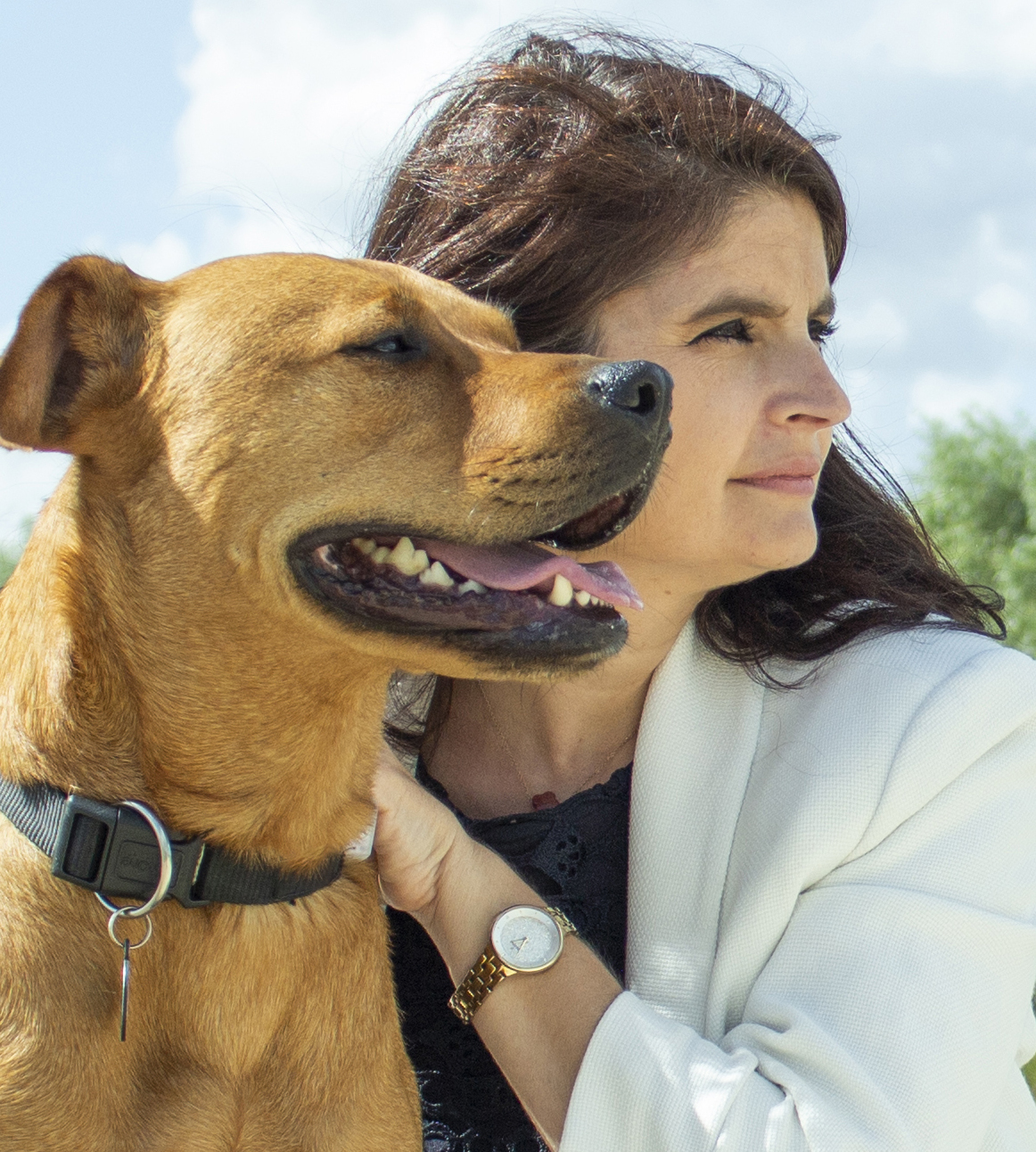
Hélène Thouy, tête de liste.

### Parti révolutionnaire Communistes
Le Parti révolutionnaire Communistes (en), présent à toutes les élections européennes depuis 2009, présente une liste conduite par Olivier Terrien, aide-soignant au CHU de Nantes et secrétaire général de la CGT de cet hôpital,.

### Parti pirate

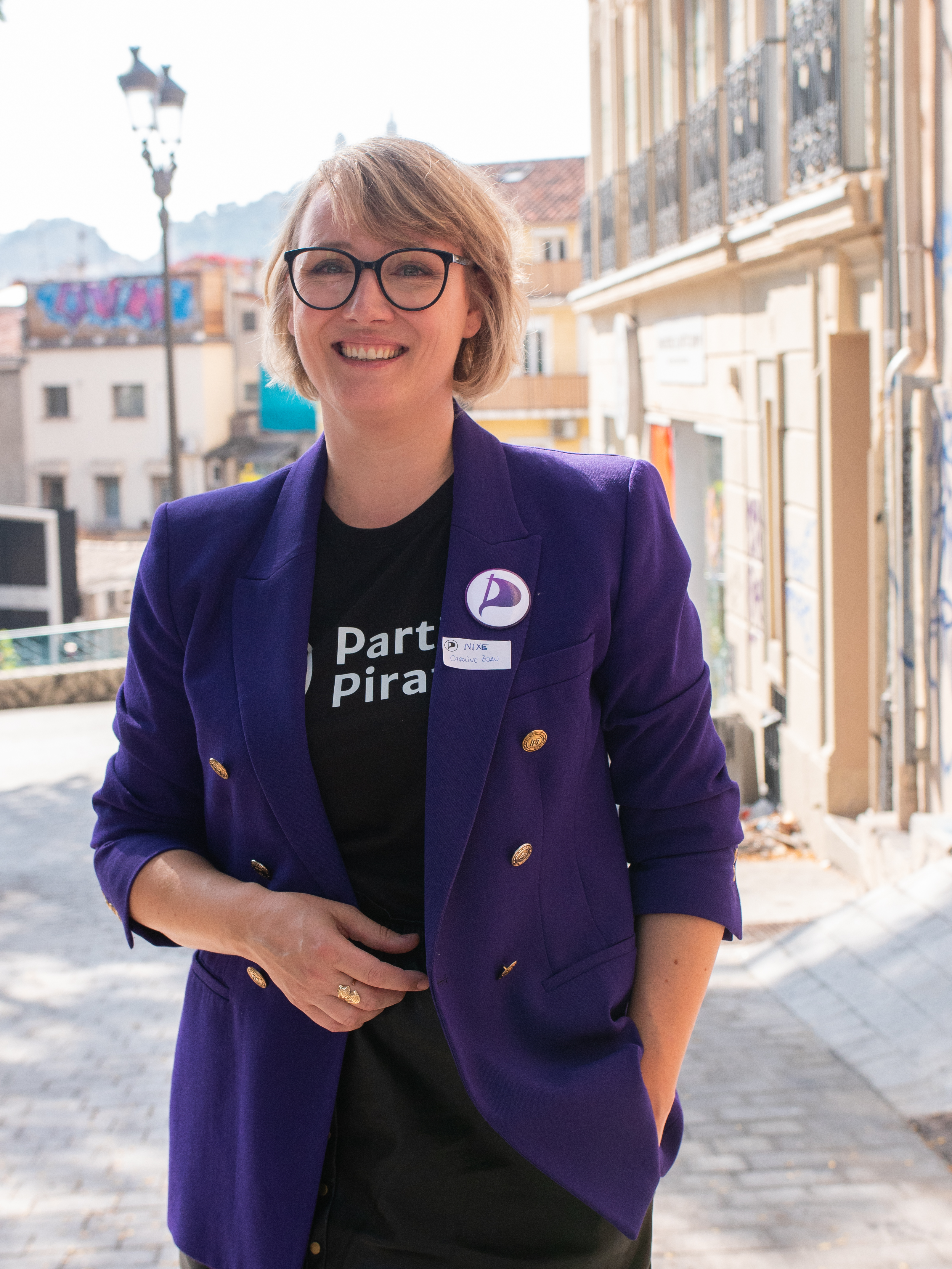
Caroline Zorn, tête de liste.
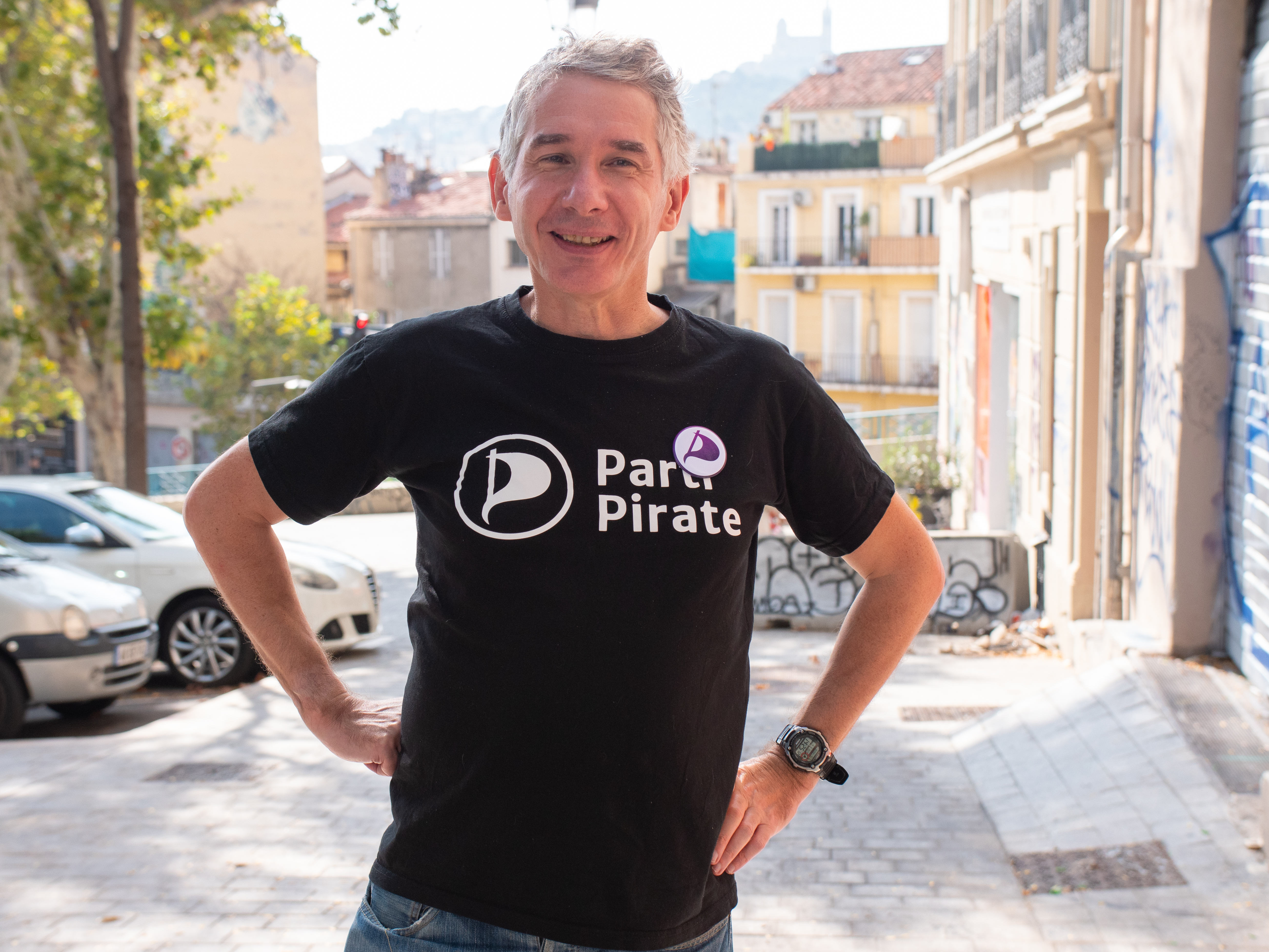
Pierre Beyssac, no 2 sur la liste.

### Besoin d'Europe (Renaissance, MoDem, Horizons, Parti radical et UDI)
Le 29 février 2024, lors d'un bureau exécutif, Renaissance valide la candidature de Valérie Hayer comme tête de liste de la majorité présidentielle (Renaissance, MoDem, Horizons et Parti radical). Le 23 mars 2024, l'UDI annonce soutenir et rejoindre la liste. La composition finale de la liste est annoncée les 3 et 7 mai 2024. La liste est soutenue par le Tapura huiraatira et le Amuitahiraa o te nuna'a Maohi, deux partis polynésiens. Cependant, En commun et Refondation républicaine, membres d'Ensemble ne soutiennent pas la liste,.

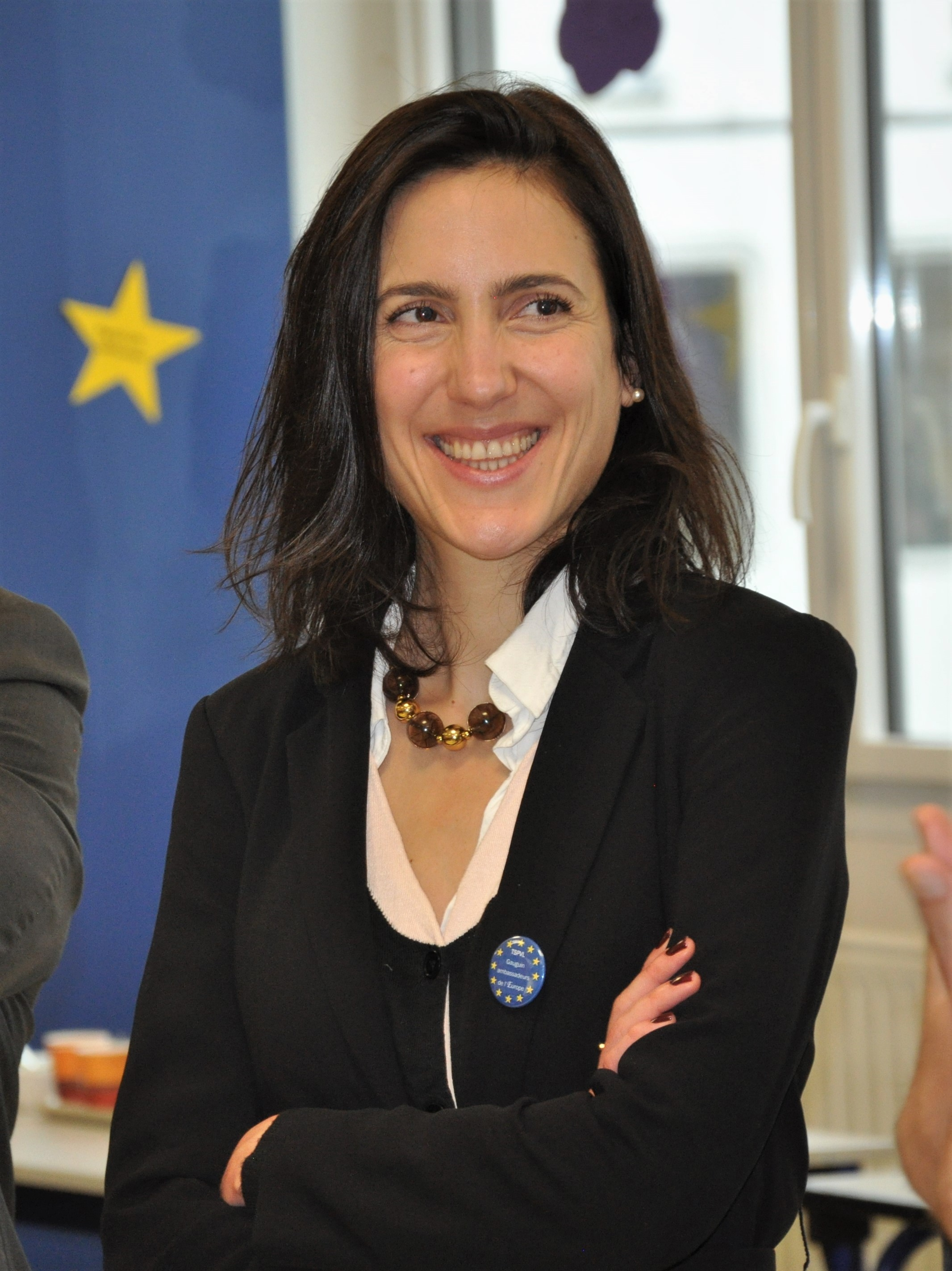
Valérie Hayer, tête de liste.
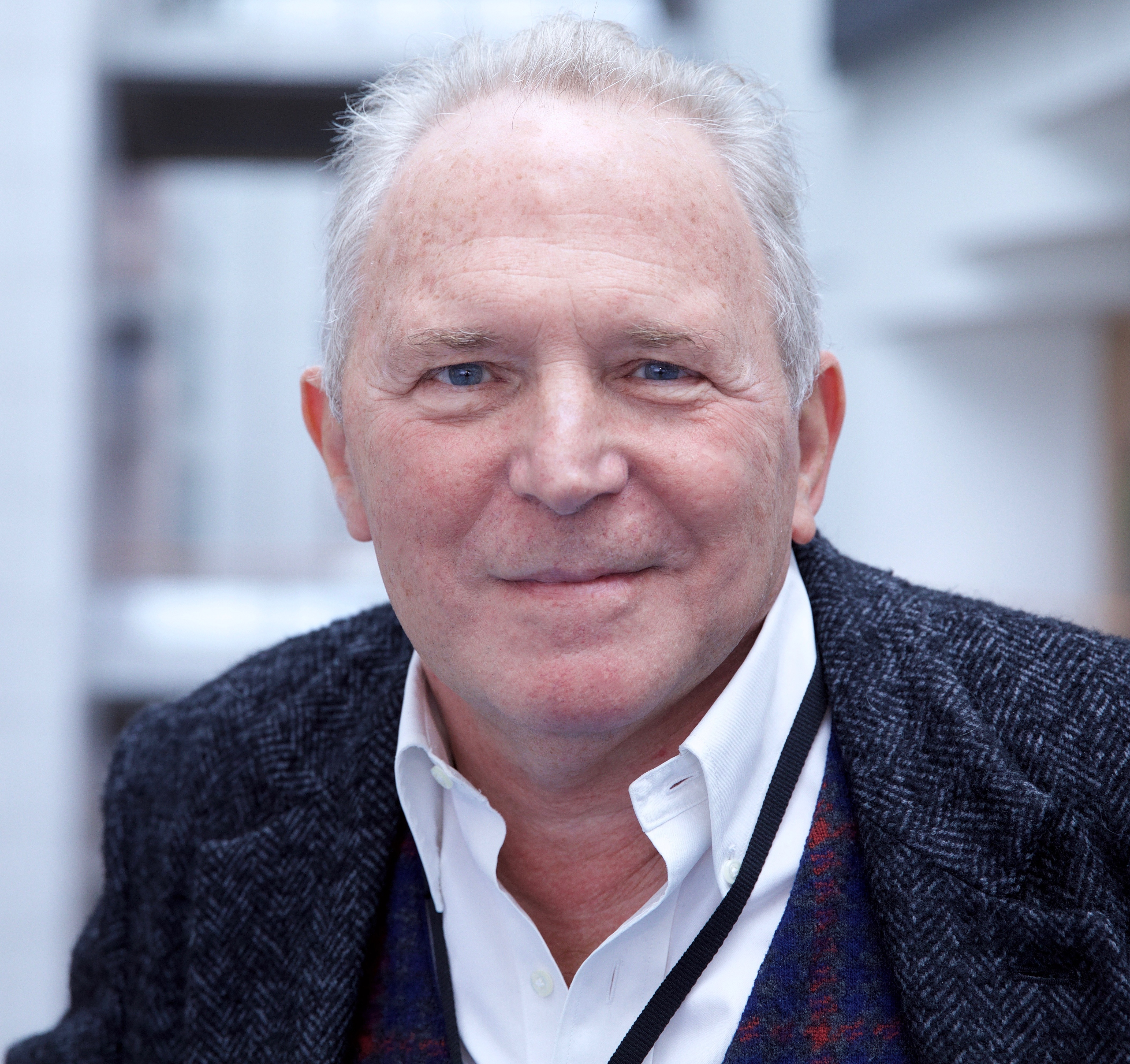
Bernard Guetta, no 2 sur la liste.

### Équinoxe: écologie pratique et renouveau démocratique
Le parti Équinoxe (en) a confirmé sa participation et élu sa tête de liste pour les élections européennes de 2024 le 1er juillet 2023.

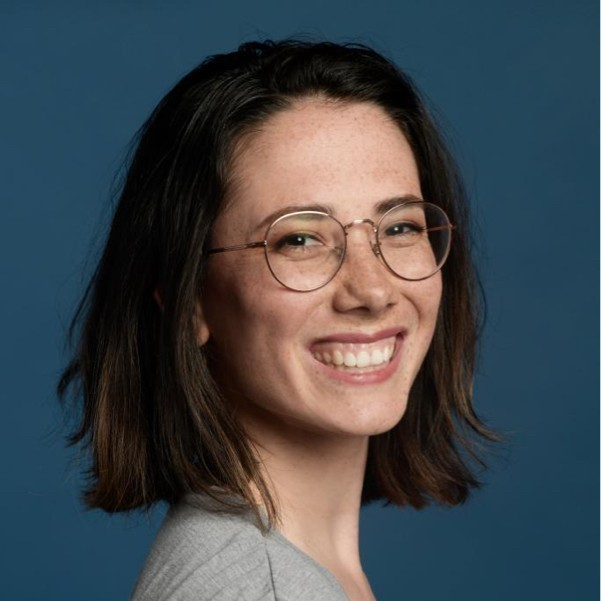
Marine Cholley, tête de liste.

### Écologie positive et territoires (Écologie positive, Cap21 et Le Trèfle)
La liste « Écologie positive et territoires » regroupe huit mouvements : Écologie positive, Cap21, France-Écologie, 100 % Citoyens, Les Universalistes, le Parti nationaliste basque, le Mouvement pour les animaux et Le Trèfle.
L'ancien ministre de la Culture et de la Communication Jean-Jacques Aillagon figure en dernière position de cette liste.

### Liste Asselineau-Frexit, pour le pouvoir d'achat et pour la paix (Union populaire républicaine)
François Asselineau mène la liste de l'UPR. On peut noter la présence de l'ancien sénateur Pierre-Yves Collombat en dernière position.

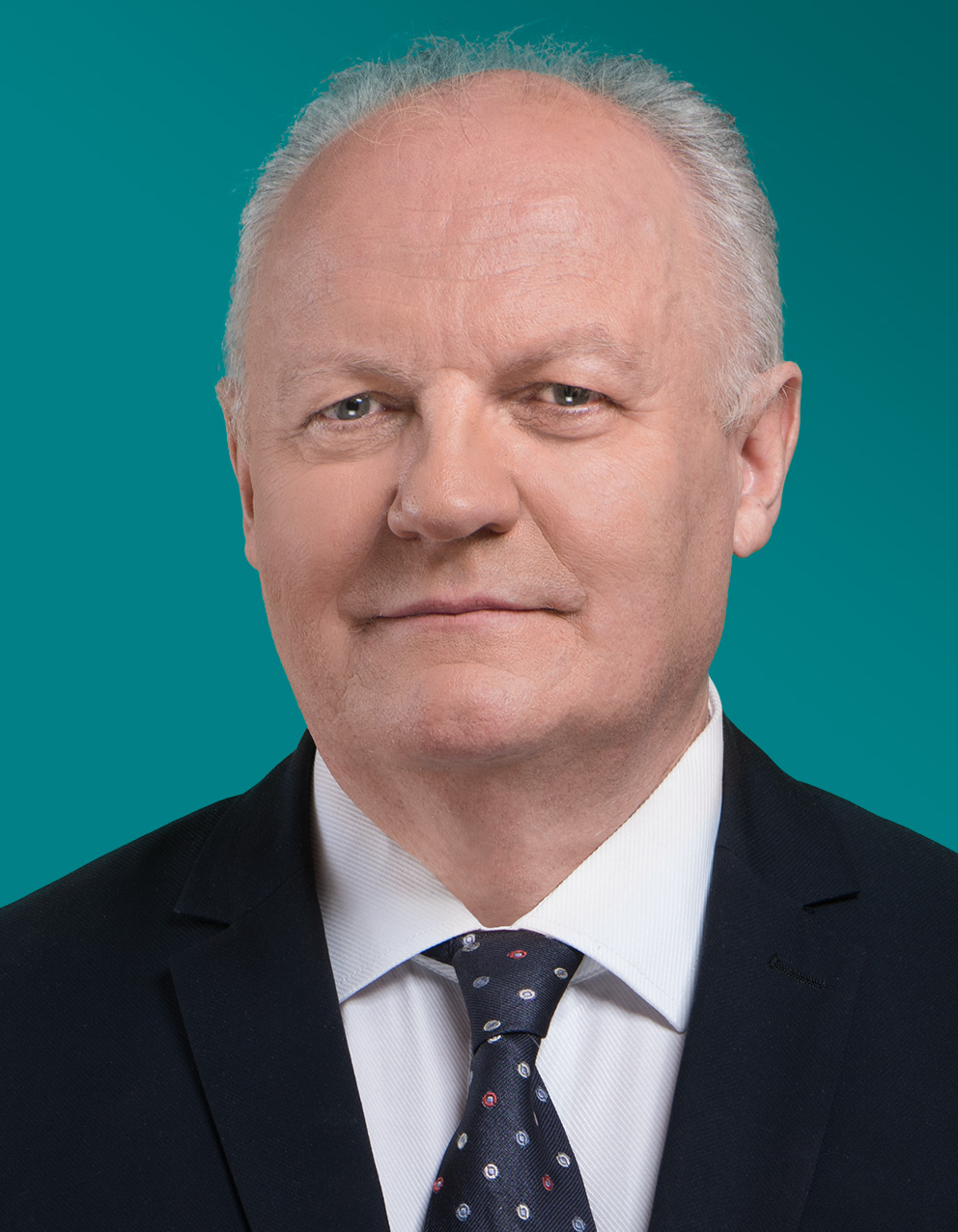
François Asselineau, tête de liste.

### Pour une autre Europe (Fédération citoyenne)

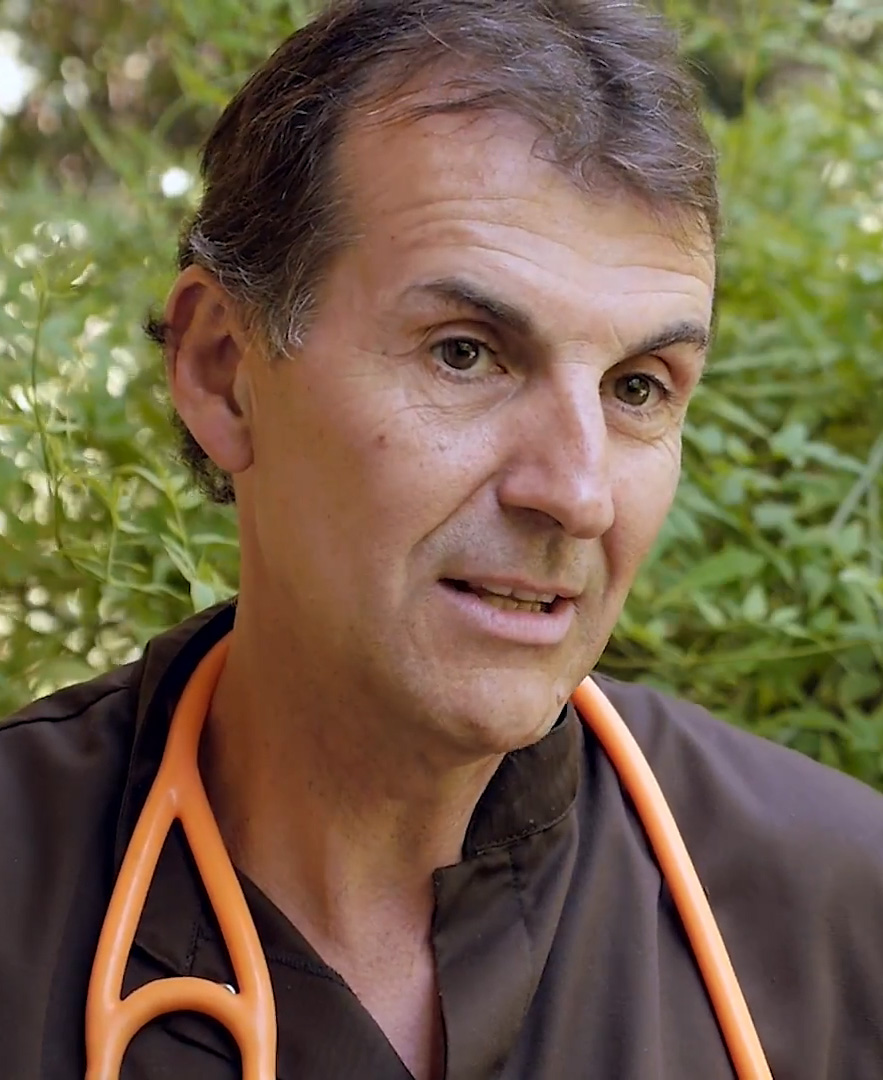
Jean-Marc Fortané, tête de liste.

### La droite pour faire entendre la voix de la France en Europe (Les Républicains et Les Centristes)
Le 15 janvier 2024, François-Xavier Bellamy est désigné tête de liste, comme en 2019.

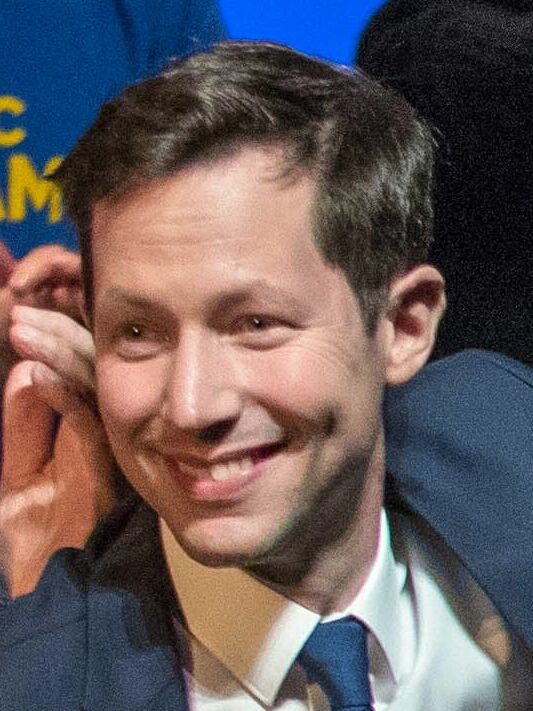
François-Xavier Bellamy, tête de liste.

### Lutte ouvrière le camp des travailleurs
Le 7 octobre 2023 Nathalie Arthaud annonce « Nous avons toujours été présents dans toutes les luttes électorales. Il y aura une liste LO menée par moi-même et Jean-Pierre Mercier ». Arlette Laguiller sera inscrite sur la liste en dernière position,.

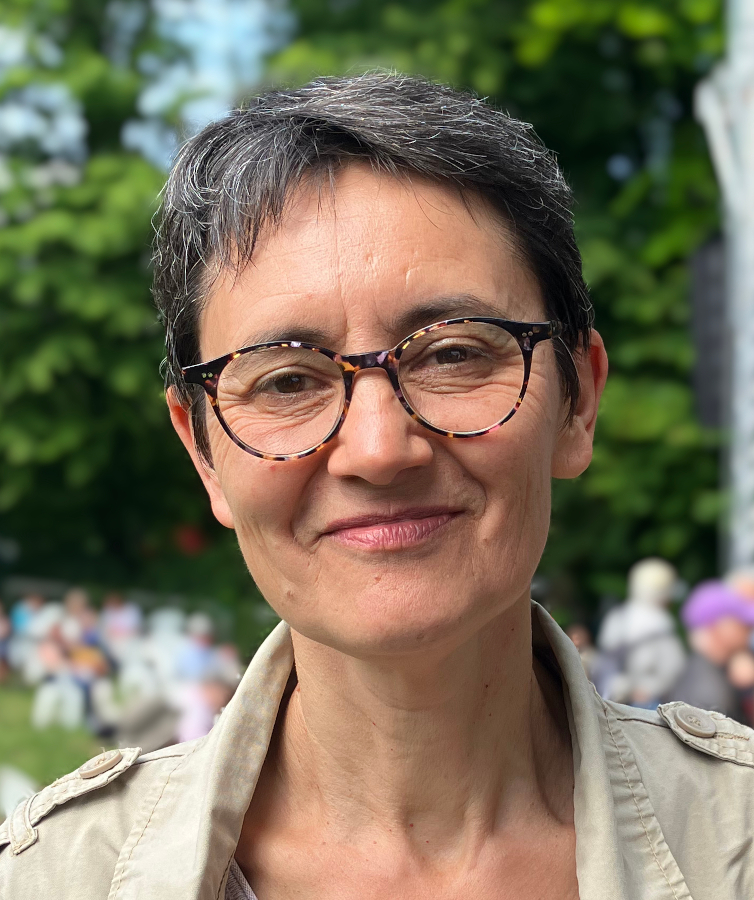
Nathalie Arthaud, tête de liste.
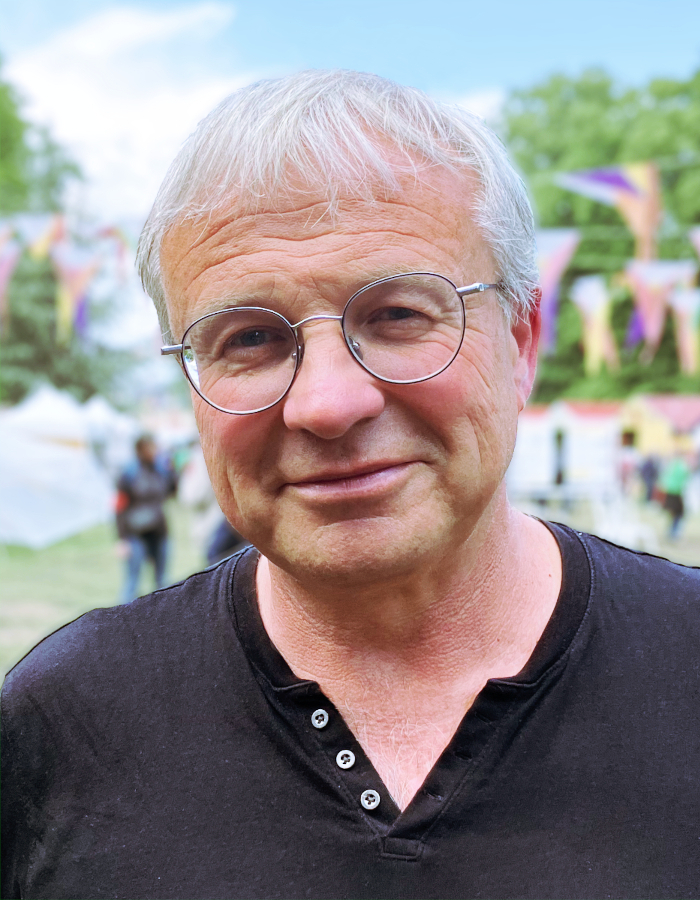
Jean-Pierre Mercier, no 2 sur la liste.

### Changer l'Europe (Nouvelle Donne et Allons enfants)
Le 3 avril 2024, l'eurodéputé sortant Pierre Larrouturou élu en 2019 sur la liste Place publique/Parti socialiste annonce constituer une liste composée de Nouvelle Donne et Allons enfants. Cependant il appelle à voter pour la liste de Les Écologistes de Marie Toussaint, en difficulté dans les sondages.

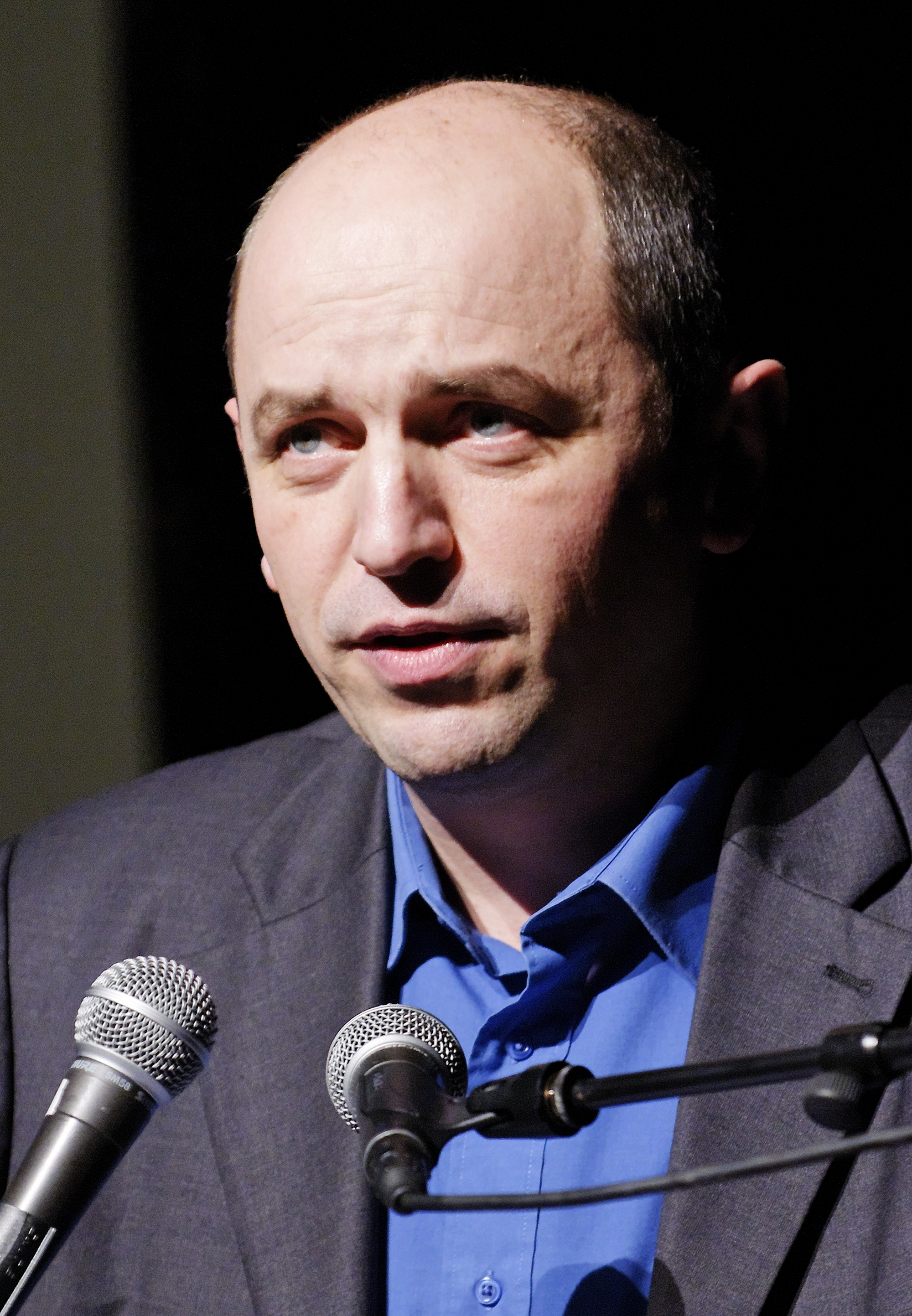
Pierre Larrouturou, tête de liste.

### Nous le peuple (République souveraine et L’Appel au peuple)
Le 12 mars 2024, Georges Kuzmanovic annonce dans une tribune dans Marianne que République souveraine, dont il est président, participera à une liste citoyenne aux élections européennes. Cette liste s'inscrirait « dans le sillage de la gauche républicaine et du gaullisme social avec pour objectif le retour d’un État fort et social, planificateur dans l’économie, soucieux d’abord des intérêts des Français et qui redonne à la France sa stature unique dans le monde. »
Georges Kuzmanovic, le producteur laitier et président du Samu Social Agricole Philippe Grégoire, et le prince Joachim Murat sont candidats sur la liste,. Cette liste est soutenu par le Mouvement pour un Socialisme au 21e siècle.

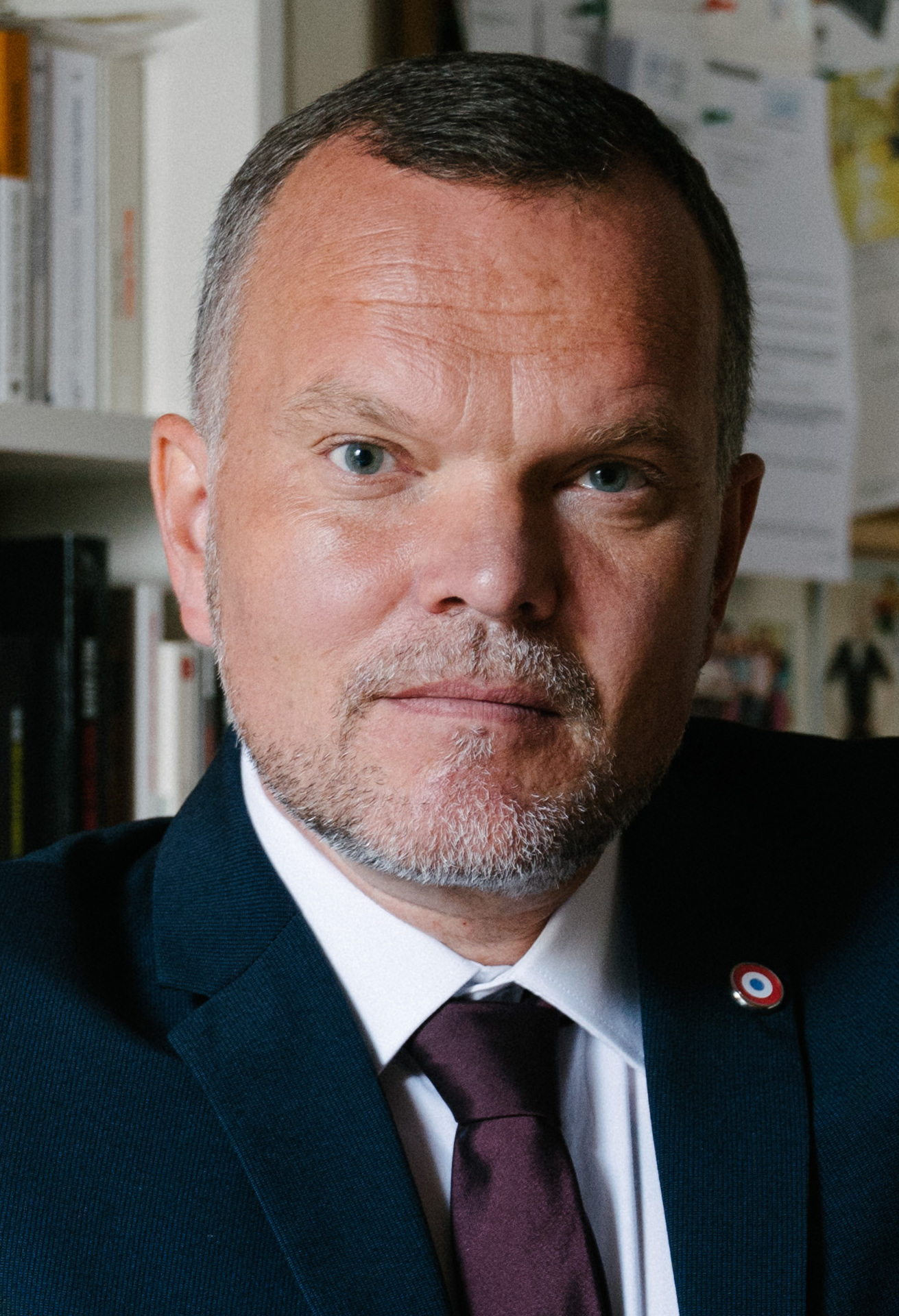
Georges Kuzmanovic, tête de liste.
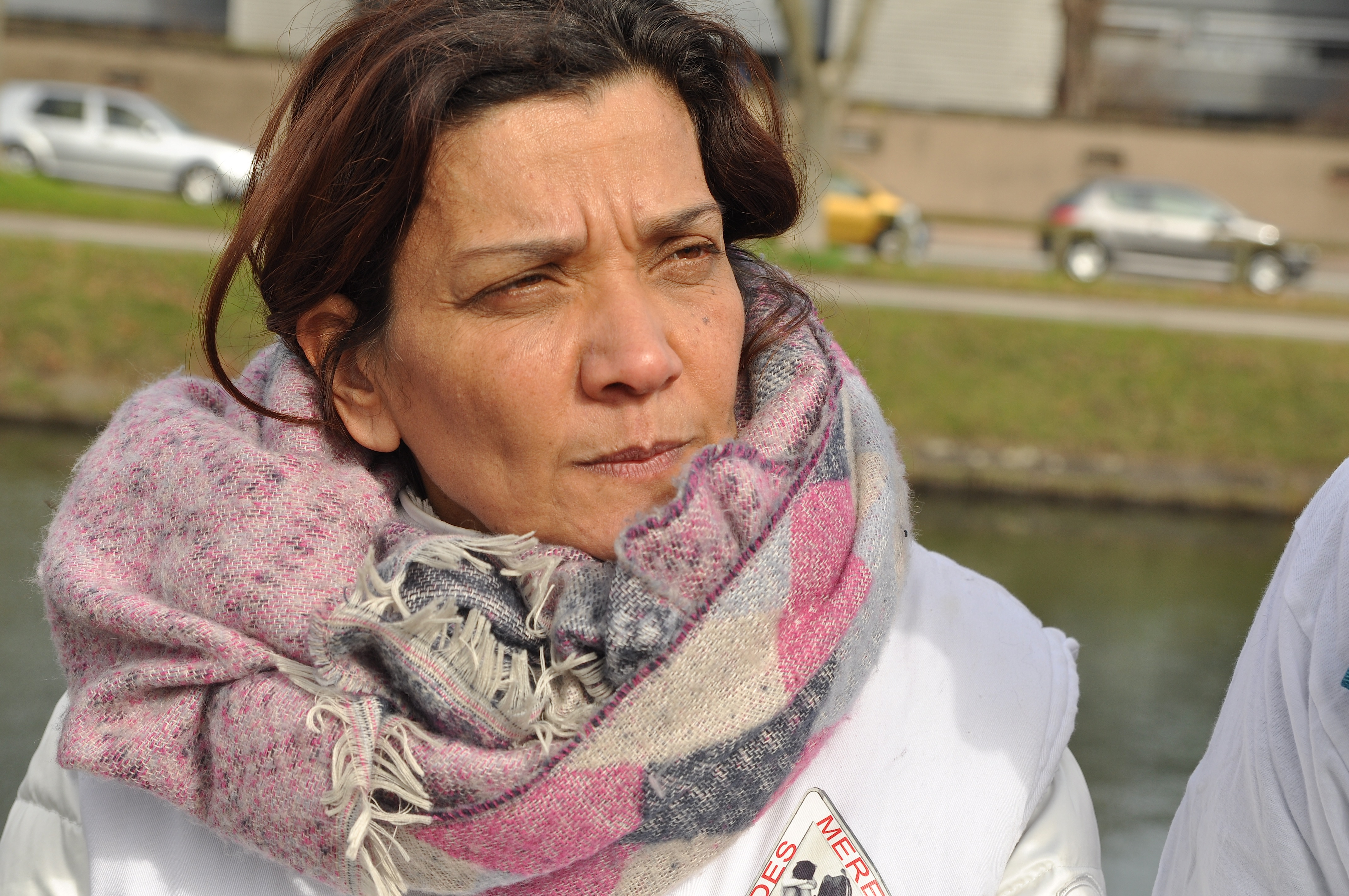
Nadia Remadna, no 2 sur la liste.

### Pour un monde sans frontières ni patrons, urgence révolution! (Nouveau Parti anticapitaliste – Révolutionnaires)
Le Nouveau Parti anticapitaliste – Révolutionnaires (NPA-R), issu de la « plateforme C » du congrès du NPA de 2022 (le parti s'étant scindé en deux groupes distincts partageant le même nom), annonce présenter une liste le 26 février 2024. Il réunit les fractions trotskistes, opposées à la « majorité » emmenée par Philippe Poutou et Olivier Besancenot. Le NPA a préalablement proposé une union avec Lutte ouvrière (LO), qui lui a été refusée. Quatre porte-paroles de campagne sont désignés : Selma Labib, Gaël Quirante, Armelle Pertus et Damien Scali.

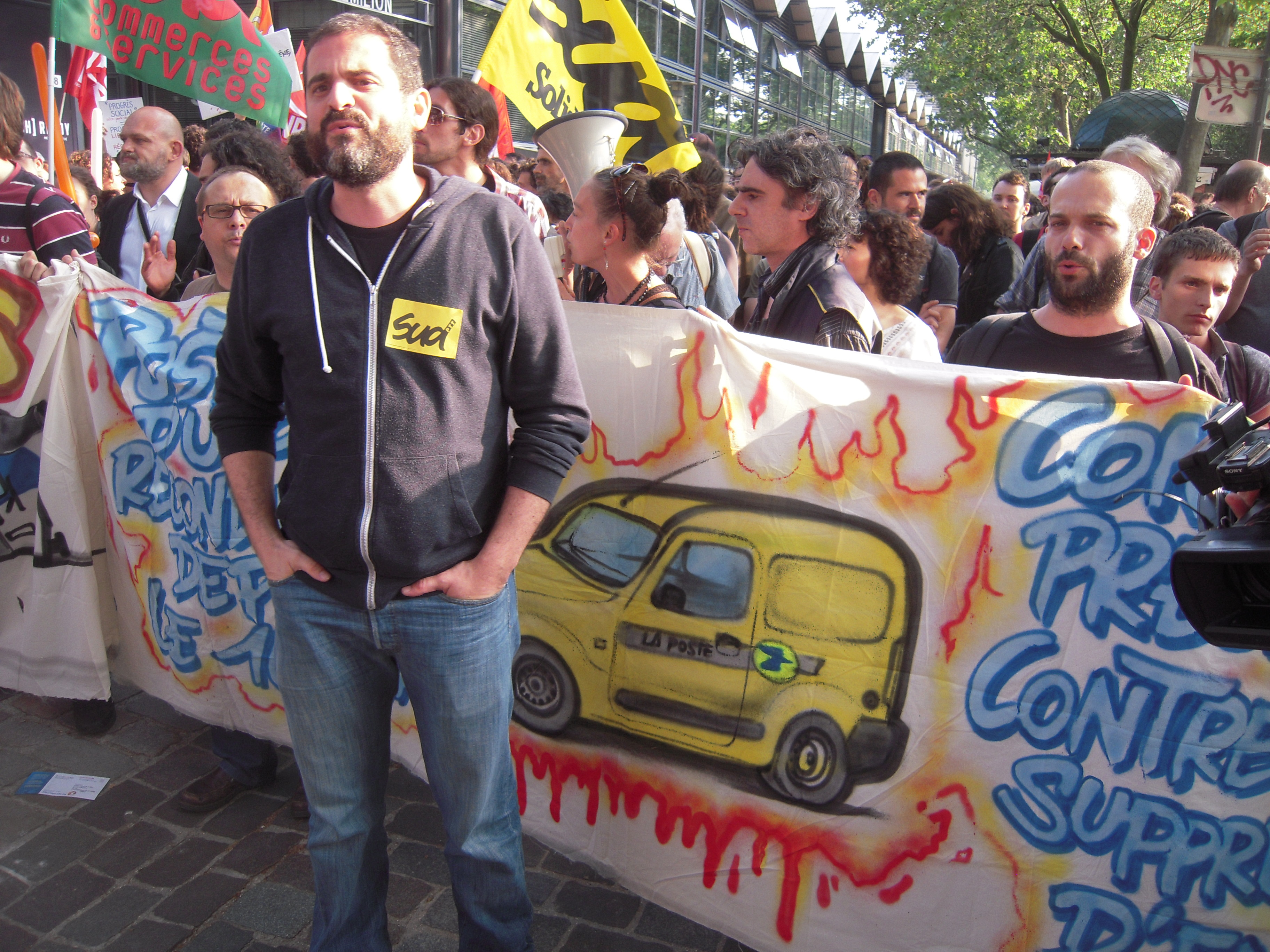
Gaël Quirante, no 2 de la liste

### «Pour le pain, la paix, la liberté!» présentée par le Parti des travailleurs
Le Parti des travailleurs (PT), dénommé Parti ouvrier indépendant démocratique (POID) jusqu'en 2023, présente une liste conduite par Camille Adoue.

### L'Europe ça suffit! (Les Patriotes et VIA, la voie du peuple)
Cette liste conduite par Florian Philippot pour Les Patriotes et Via, la voie du peuple est soutenue par Génération Frexit - Reprenons le contrôle (d).

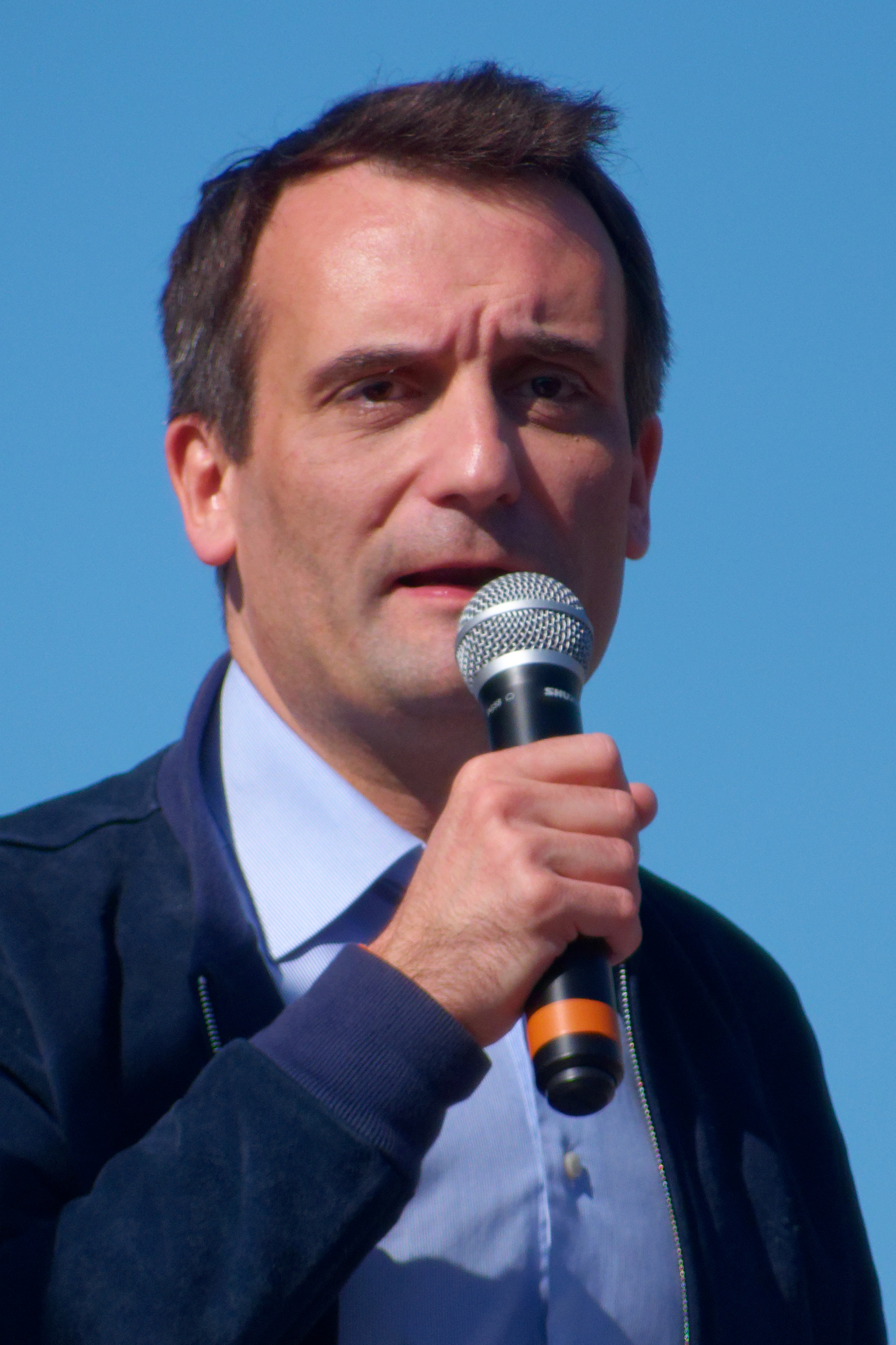
Florian Philippot, tête de liste.

### Non! Prenons-nous en mains (Rester libre)
Liste menée par Édouard Husson, membre du parti Rester libre et proche de Marion Maréchal,.

### Forteresse Europe — Liste d'unité nationaliste (Les Nationalistes)
Liste menée par Pierre-Marie Bonneau, ancien du GUD et avocat de l’extrême droite française, membre du parti Les Nationalistes.

### Réveiller l'Europe (Parti socialiste et Place publique)
Le Parti socialiste (PS) confirme sa liste autonome. En date du 5 décembre 2023, du côté de la majorité Renaissance, des Républicains ou du PS, les têtes de listes ne sont pas encore totalement arrêtées. Cependant, le 1er février 2024, le conseil national officialise Raphaël Glucksmann (coprésident de Place publique) comme tête de liste. Une liste provisoire est validée le 8 février par les adhérents. Le 24 février, un accord est trouvé entre le PS et Place publique sur la composition de la liste, Place publique obtenant 20 places sur les 81 de la liste.

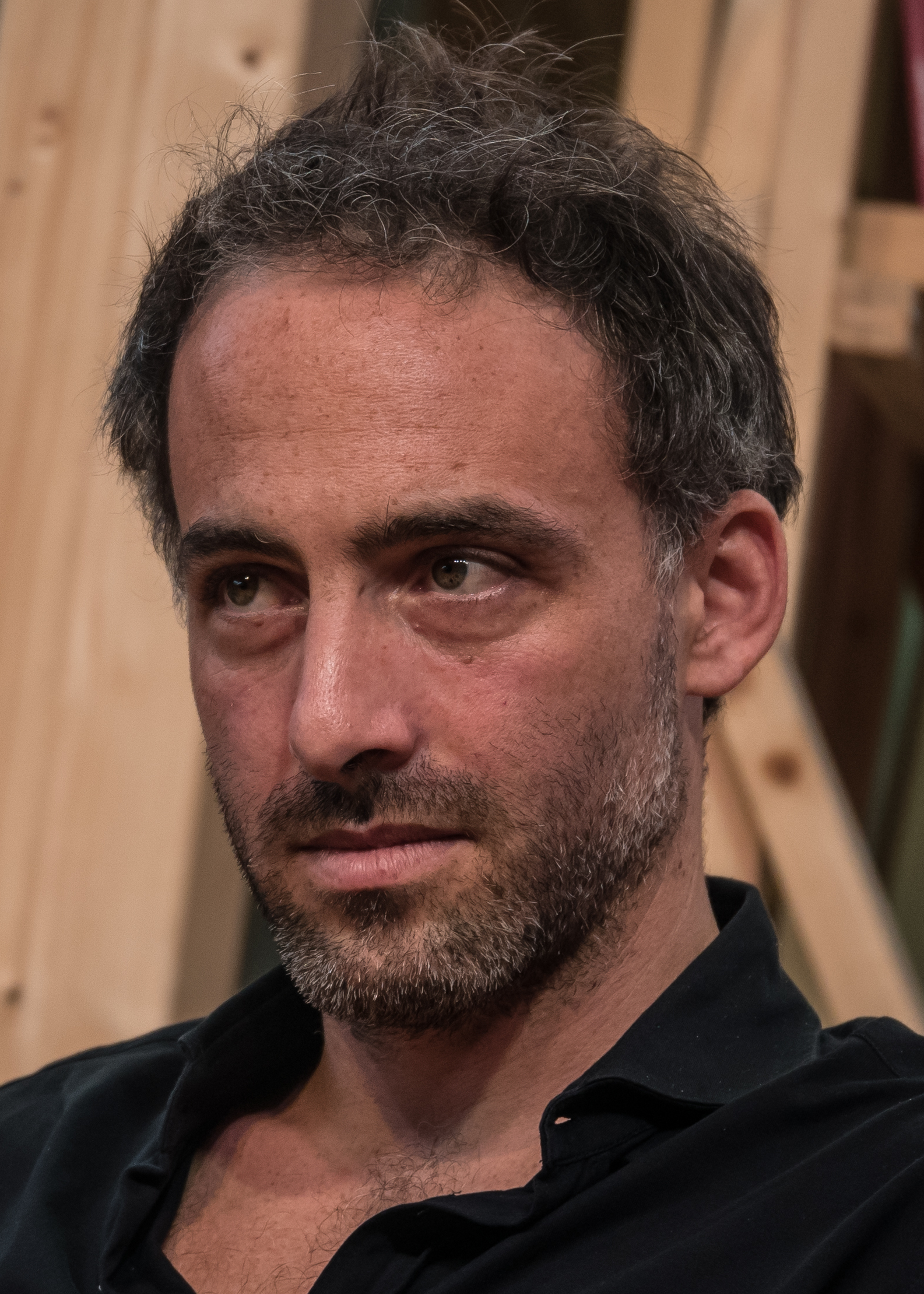
Raphaël Glucksmann, tête de liste.

### Non à l'UE et à l'OTAN, communistes pour la paix et le progrès social (Association nationale des communistes)
Cette liste est menée par Charles Hoareau, président de l'Association nationale des communistes (ANC).

### Alliance rurale (Résistons)

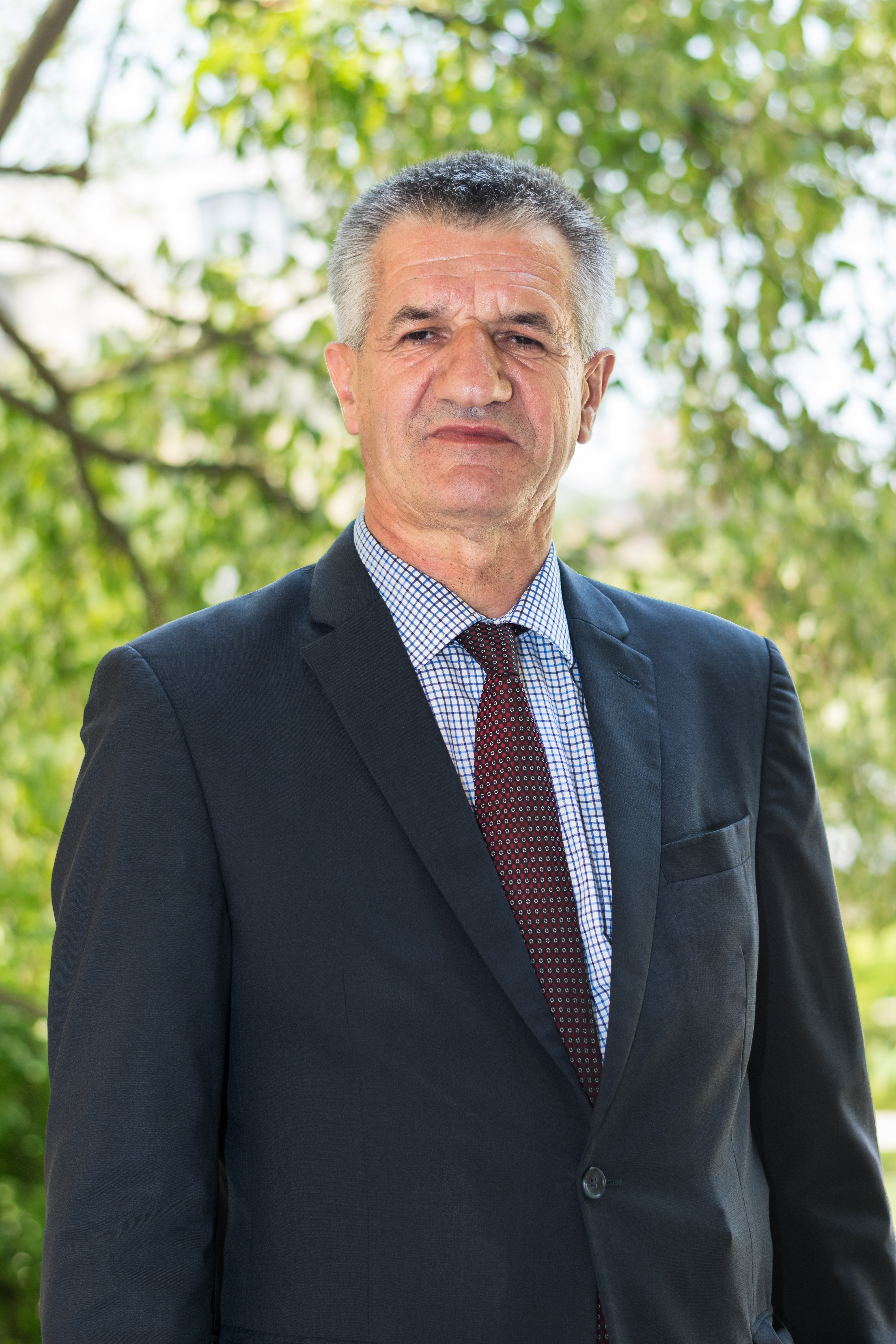
Jean Lassalle, tête de liste.

### France libre
Le chanteur complotiste Francis Lalanne présente une liste nommée « France libre » avec l'humoriste antisémite Dieudonné.

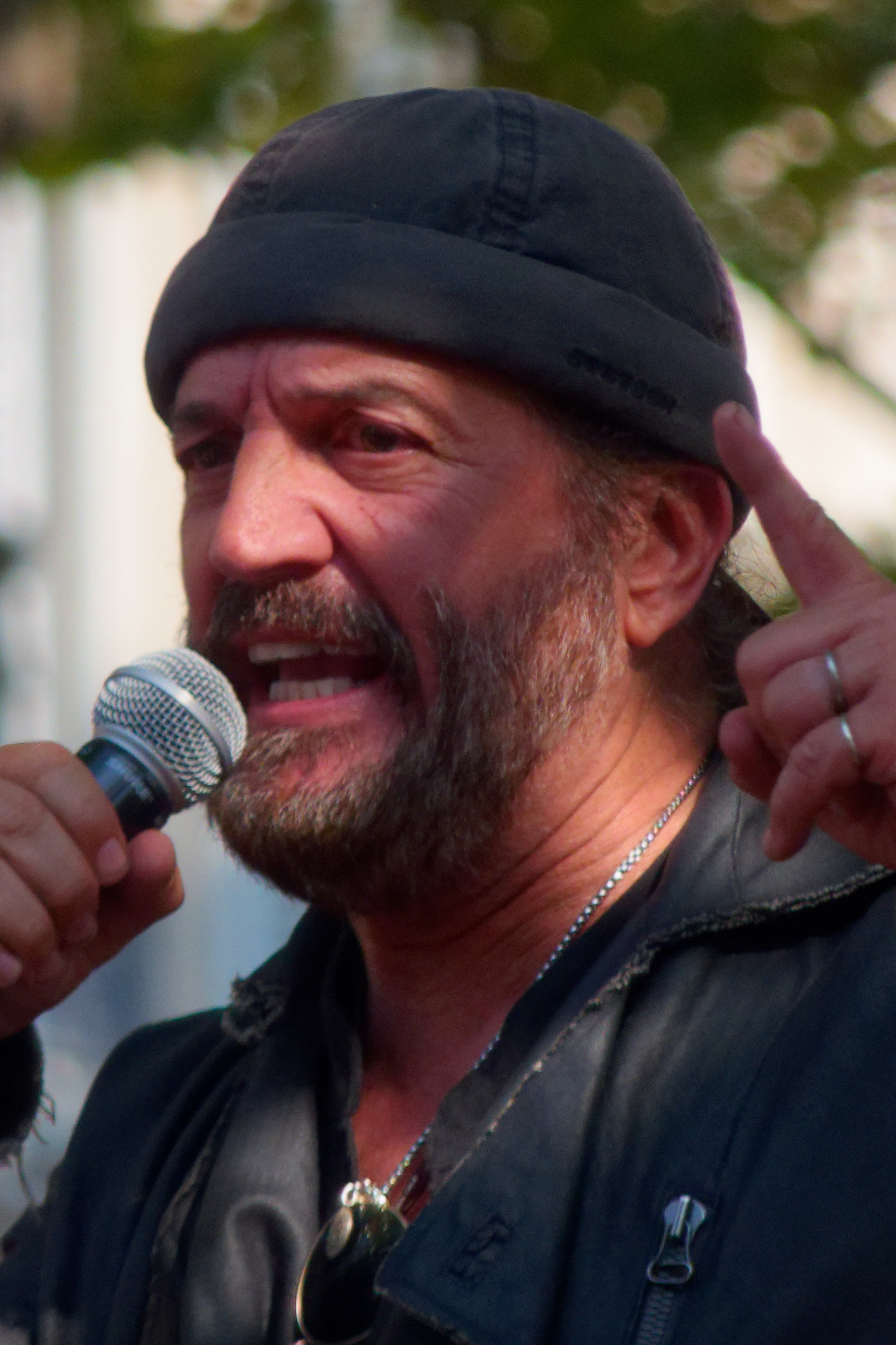
Francis Lalanne, tête de liste.

### Europe Territoires Écologie (Parti radical de gauche, Régions et peuples solidaires et Volt France)
Le Parti radical de gauche, Régions et peuples solidaires, le Mouvement des Progressistes et Volt France présentent une liste commune.

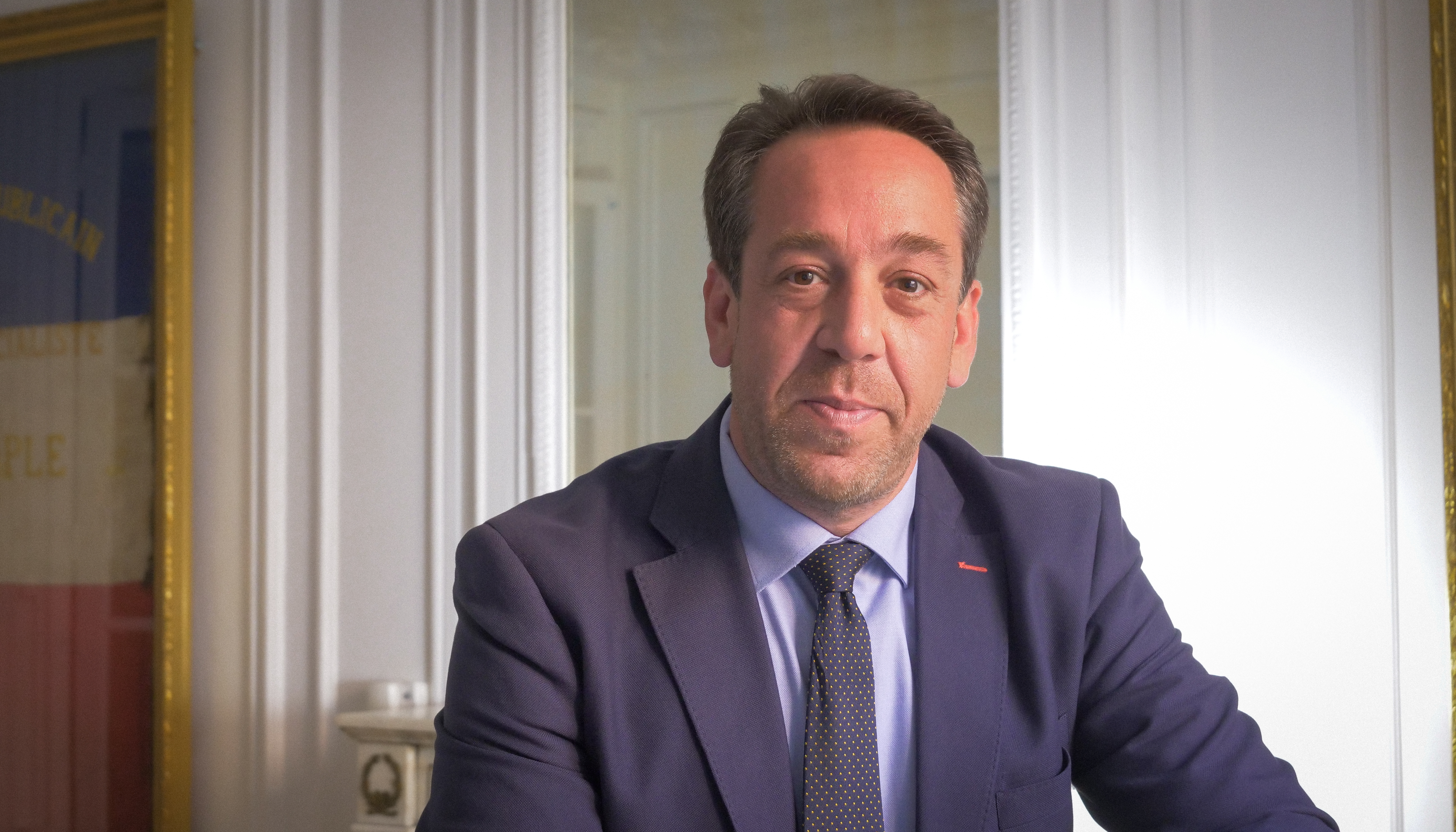
Guillaume Lacroix, tête de liste.
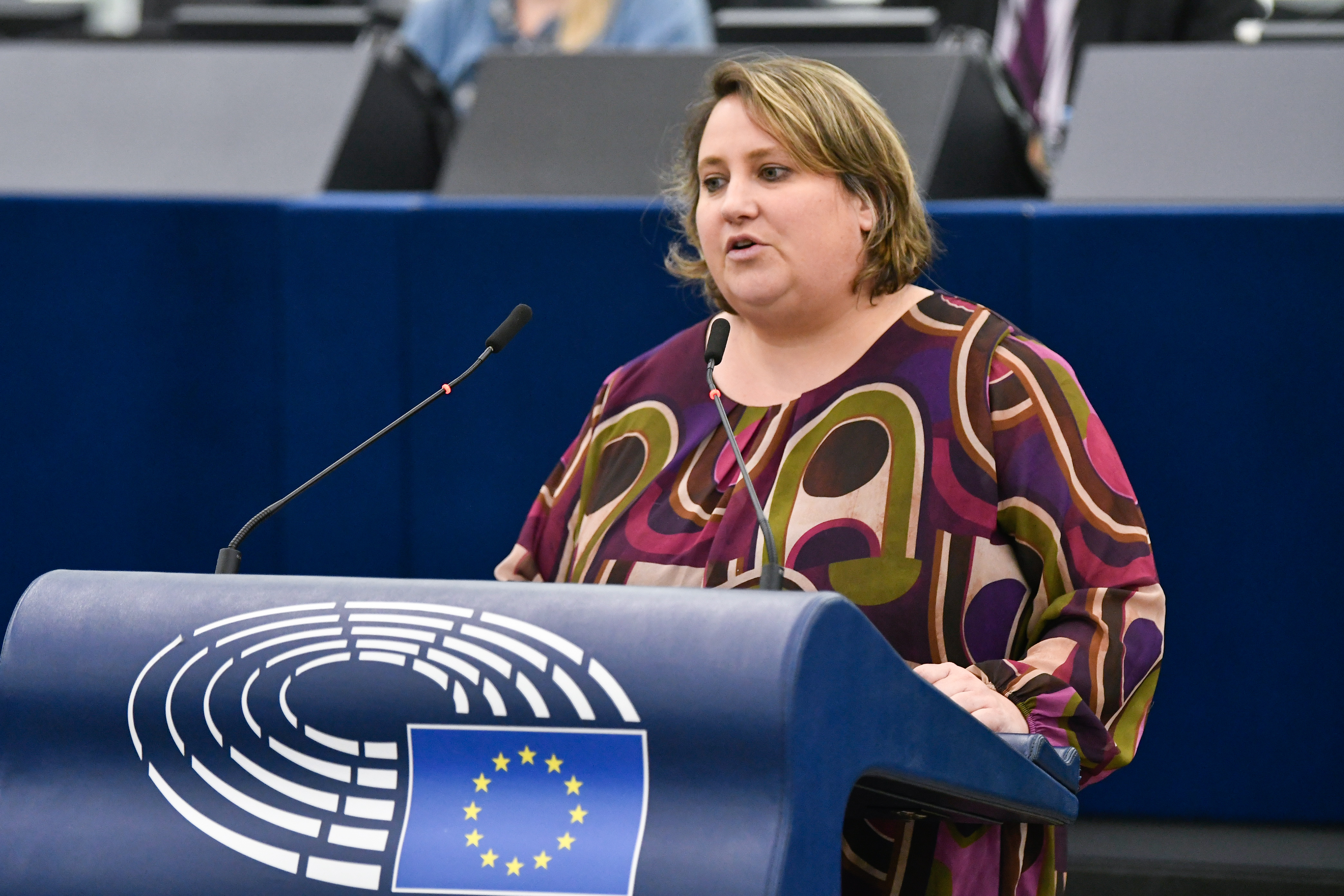
Lydie Massard, no 2 sur la liste.

### La ruche citoyenne
Cette liste est issue d'un accord avec la liste France libre.

### Gauche unie pour le monde du travail soutenue par Fabien Roussel (Parti communiste français, Gauche républicaine et socialiste, L'Engagement et Mouvement républicain et citoyen)
Léon Deffontaines est désigné le 1er juillet 2023 par le conseil national du Parti communiste français comme tête de liste. Sa liste est soutenue par la Gauche républicaine et socialiste, L'Engagement, parti créé par Arnaud Montebourg (bien que celui ci ne soutienne pas la liste), Les Radicaux de gauche, scission du PRG, le Mouvement républicain et citoyen, le Parti communiste réunionnais, le Parti communiste martiniquais, Humains et dignes et Lagwiyann Unie. Cécile Cukierman, Taran Marec, conseiller municipal délégué à la vitalité de la langue bretonne à Brest, Manon Ovion, « figure syndicale de la lutte dans l’entreprise Vertbaudet » sont présentessur la liste qui a éte validée par le conseil national le 3 et 4 février 2024 et a été votée par les adhérents du 8 au 10 mars 2024. Bernard Thibault, Marie-Noëlle Lienemann et Thierry Cotelle, président du Mouvement républicain et citoyen soutiennent également la liste.

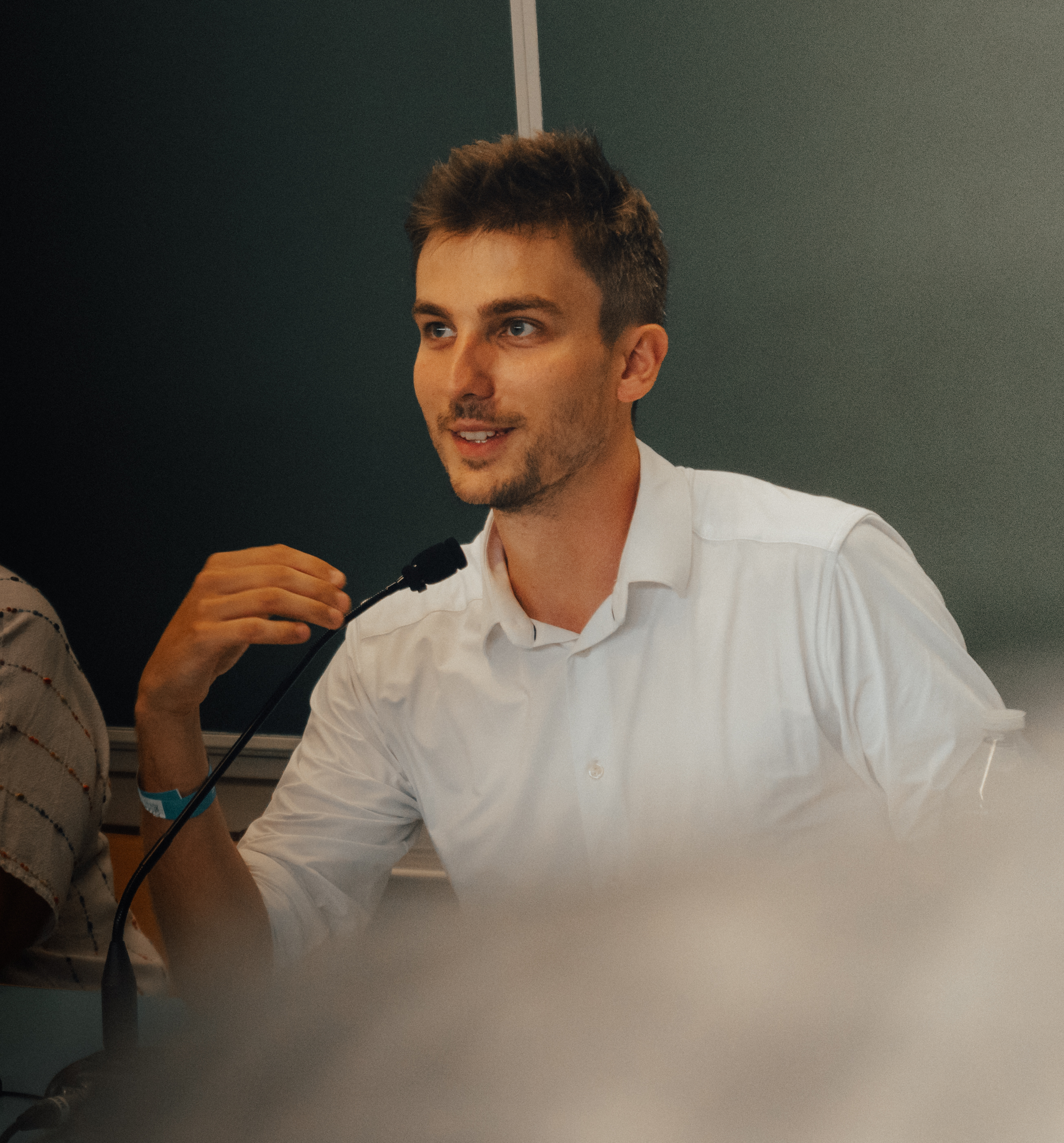
Léon Deffontaines, tête de liste.

### Défendre les enfants (Droits du parent et de l'enfant)
Liste consacrée à la défense des droits parentaux et la protection de l’enfance, au niveau national et européen.

### Écologie au centre
En avril 2024, la liste Écologie au centre conduite par Jean-Marc Governatori est ralliée par Juliette de Causans. La présidente d'Europe Égalité Écologie avait déclaré vouloir présenter une liste aux élections européennes en septembre 2023,.

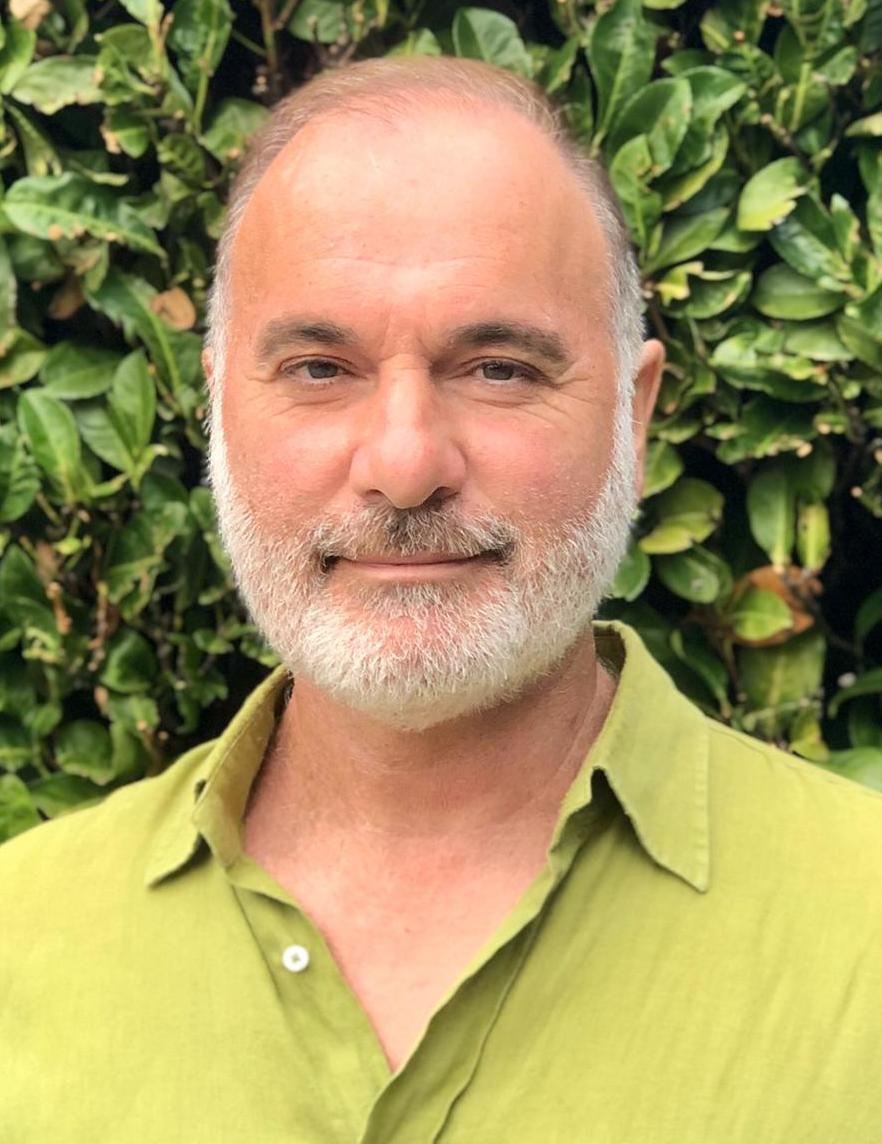
Jean-Marc Governatori, tête de liste.

### Espéranto langue commune (Europe Démocratie Espéranto)
Le mouvement européen Europe Démocratie Espéranto (EDE) qui soutient cette liste a été créé en 2003. EDE se présente aux élections européennes pour la cinquième fois en 2024 en France. EDE s'était présenté aussi en Allemagne en 2009.

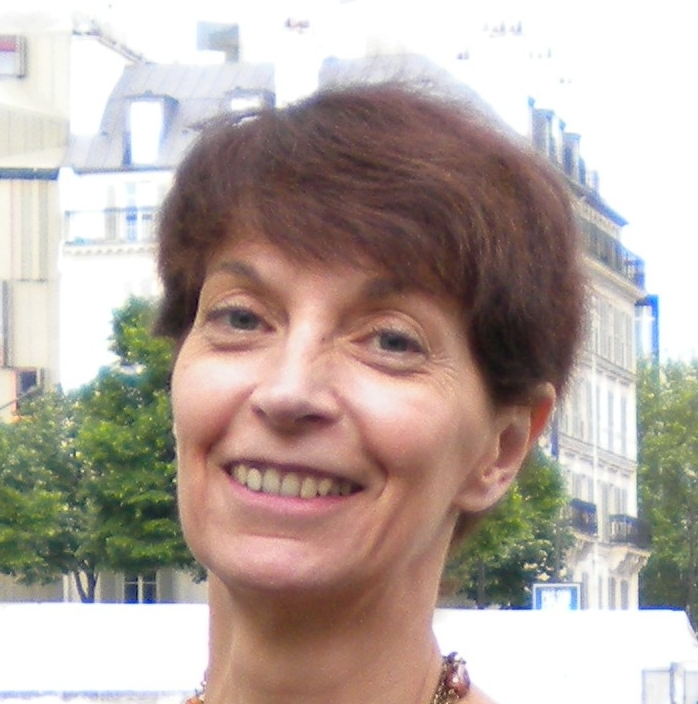
Laure Patas d’Illiers (eo), tête de liste.
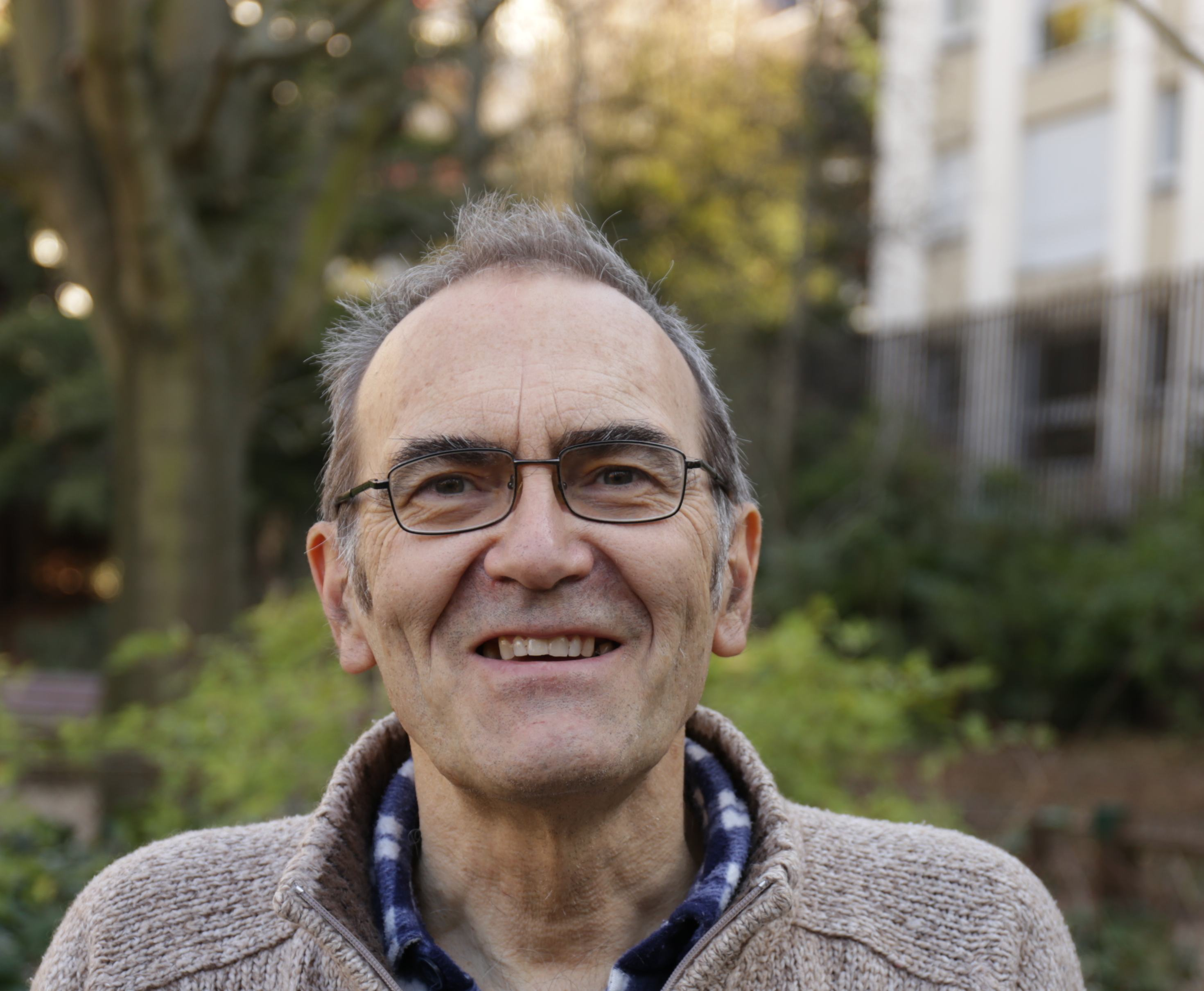
Pierre Dieumegard, no 2 sur la liste.

### Liberté démocratique française
À la suite d'une décision du conseil d'État, une 38e liste est ajoutée le 23 mai 2024.

## Partis ayant renoncé

### Forum vérité et justice pour la paix
Le 29 février 2024, Le Monde révèle que la Direction générale de la Sécurité intérieure enquête sur une liste « servant les intérêts de Moscou » nommée « Forum vérité et justice pour la paix » et menée par l'ancien eurodéputé Rassemblement national Jean-Luc Schaffhauser (qui a depuis quitté le RN), notamment à l'origine du prêt à ce parti par une banque russe, « aidé par des figures prorusses proches de l’extrême droite » dont Pierre Plas, « ancien militaire », le journaliste Dimitri de Kochko et d'anciens membres du RN comme Guillaume Pradoura.

### Debout la France
Le député de Debout la France, Nicolas Dupont-Aignan, a annoncé le 26 mars 2024 qu'il renonçait à présenter une liste aux élections européennes pour des raisons financières à la suite de sondages donnant son parti en dessous du seuil de remboursement de campagne.

### Génération.s
Pour le parti Génération.s, la séquence des européennes s'ouvre par de lourdes tensions internes avec en cause un vote organisé sans consultation des militants au sujet d'une possible alliance avec la liste de La France insoumise, poussant la direction à changer de coordinateurs nationaux. Le parti membre de la Nouvelle Union populaire écologique et sociale a décidé le 2 avril 2024 de ne pas présenter de liste (contrairement aux élections européennes de 2019) et de ne pas s'allier avec quelconque parti de la Nupes, choisissant de ne pas diviser la gauche et de ne pas rentrer dans le jeu des critiques entre les formations politiques de l'union pour préparer le rassemblement de ces derniers pour l'élection présidentielle française de 2027. Cependant l'ancien coordinateur national du mouvement en poste avant la discorde interne au sujet de l'alliance avec LFI, Arash Saeidi, se placera en 6e position de la liste portée par Manon Aubry, quittant par la même occasion Génération.s pour rejoindre La France insoumise.

### Mouvement écologiste indépendant et Écologie autrement
Le Mouvement écologiste indépendant (MEI) annonce le 22 avril 2024 qu'il ne présentera finalement pas de liste aux élections européennes pour des raisons budgétaires. Cette liste aurait été conduite par Iris Nakov du MEI et Grégory Berthault de l'Écologie autrement.

### Alliance centriste et Territoires en mouvement
Le 31 mars 2024, après un rapprochement entre leurs mouvements, Philippe Folliot de l'Alliance centriste et Jean-Christophe Fromantin de Territoires en mouvement fusionnent leurs projets de liste. Ils espèrent rallier Utiles à cette liste conduite par Gilles Mentré. Finalement, ils annoncent renoncer le 3 mai 2024 faute de fonds suffisants.

### Alliance royale
Comme lors de toutes les élections européennes depuis 2004, l'Alliance royale a l'intention de se présenter. Ne trouvant pas assez de candidats pour compléter sa liste, le parti doit cependant renoncer le 16 mai 2024.

### L’union pour une Europe arc-en-ciel (Europe équitable)
Europe équitable envisage de présenter une liste menée par Thierry-Paul Valette, sous la bannière « L’union pour une Europe arc-en-ciel ». Finalement le parti ne dépose aucune liste auprès du Ministère de l'Intérieur, en raison d'un nombre insuffisant de candidats selon un communiqué du parti publié le 18 mai 2024.

### Union des centristes et des écologistes et Les écologistes
Antonin Duarte, président du parti Les écologistes et de l'Union des centristes et des écologistes, souhaite voir ses partis concourir lors de ces élections. Finalement les partis ne déposent aucune liste auprès du ministère de l'Intérieur. Selon Antonin Duarte le 18 mai 2024, ils se sont retirés pour éviter de multiplier les listes écologistes face à la montée de l'extrême droite. Selon Mediapart le 7 mai 2024, ils n'avaient pas réunis assez de fonds pour se présenter.

### Parti fédéraliste
Le Parti fédéraliste, mené par Yves Gernigon, a l'intention de participer au scrutin, à l'instar des élections européennes de 2019 où il avait remporté 0,05 % des suffrages. Finalement, le parti ne dépose aucune liste auprès du ministère de l'Intérieur, pour des raisons financières selon un communiqué publié le 19 mai 2024.